# فهرست سیارک‌ها (۱۰۴۰۰۱–۱۰۵۰۰۱)
فهرست سیارک‌ها (۱۰۴۰۰۱ - ۱۰۵۰۰۱) فهرست سیارک‌ها از ۱۰۴۰۰۱ تا ۱۰۵۰۰۱ است.
| نام    | نام انگلیسی | تاریخ کشف     |
| ------ | ----------- | ------------- |
| ۱۰۴۰۰۱ | 2000 DO99   | ۲۹ فوریه ۲۰۰۰ |
| ۱۰۴۰۰۲ | 2000 DX99   | ۲۹ فوریه ۲۰۰۰ |
| ۱۰۴۰۰۳ | 2000 DD100  | ۲۹ فوریه ۲۰۰۰ |
| ۱۰۴۰۰۴ | 2000 DU100  | ۲۹ فوریه ۲۰۰۰ |
| ۱۰۴۰۰۵ | 2000 DS101  | ۲۹ فوریه ۲۰۰۰ |
| ۱۰۴۰۰۶ | 2000 DG102  | ۲۹ فوریه ۲۰۰۰ |
| ۱۰۴۰۰۷ | 2000 DT102  | ۲۹ فوریه ۲۰۰۰ |
| ۱۰۴۰۰۸ | 2000 DY102  | ۲۹ فوریه ۲۰۰۰ |
| ۱۰۴۰۰۹ | 2000 DD103  | ۲۹ فوریه ۲۰۰۰ |
| ۱۰۴۰۱۰ | 2000 DH105  | ۲۹ فوریه ۲۰۰۰ |
| ۱۰۴۰۱۱ | 2000 DQ105  | ۲۹ فوریه ۲۰۰۰ |
| ۱۰۴۰۱۲ | 2000 DV106  | ۲۹ فوریه ۲۰۰۰ |
| ۱۰۴۰۱۳ | 2000 DL107  | ۲۹ فوریه ۲۰۰۰ |
| ۱۰۴۰۱۴ | 2000 DR107  | ۲۸ فوریه ۲۰۰۰ |
| ۱۰۴۰۱۵ | 2000 DF108  | ۲۸ فوریه ۲۰۰۰ |
| ۱۰۴۰۱۶ | 2000 DH108  | ۲۹ فوریه ۲۰۰۰ |
| ۱۰۴۰۱۷ | 2000 DO108  | ۲۹ فوریه ۲۰۰۰ |
| ۱۰۴۰۱۸ | 2000 DF109  | ۲۹ فوریه ۲۰۰۰ |
| ۱۰۴۰۱۹ | 2000 DT109  | ۲۹ فوریه ۲۰۰۰ |
| ۱۰۴۰۲۰ | 2000 DL110  | ۲۶ فوریه ۲۰۰۰ |
| ۱۰۴۰۲۱ | 2000 DW110  | ۲۵ فوریه ۲۰۰۰ |
| ۱۰۴۰۲۲ | 2000 DJ111  | ۲۹ فوریه ۲۰۰۰ |
| ۱۰۴۰۲۳ | 2000 DZ111  | ۲۹ فوریه ۲۰۰۰ |
| ۱۰۴۰۲۴ | 2000 DA112  | ۲۹ فوریه ۲۰۰۰ |
| ۱۰۴۰۲۵ | 2000 DF112  | ۲۹ فوریه ۲۰۰۰ |
| ۱۰۴۰۲۶ | 2000 DY112  | ۲۵ فوریه ۲۰۰۰ |
| ۱۰۴۰۲۷ | 2000 DA113  | ۲۵ فوریه ۲۰۰۰ |
| ۱۰۴۰۲۸ | 2000 DT113  | ۲۷ فوریه ۲۰۰۰ |
| ۱۰۴۰۲۹ | 2000 DG115  | ۲۷ فوریه ۲۰۰۰ |
| ۱۰۴۰۳۰ | 2000 DK116  | ۲۵ فوریه ۲۰۰۰ |
| ۱۰۴۰۳۰ | 2000 EA     | ۱ مارس ۲۰۰۰   |
| ۱۰۴۰۳۲ | 2000 ED1    | ۳ مارس ۲۰۰۰   |
| ۱۰۴۰۳۳ | 2000 EJ1    | ۳ مارس ۲۰۰۰   |
| ۱۰۴۰۳۴ | 2000 EK1    | ۳ مارس ۲۰۰۰   |
| ۱۰۴۰۳۵ | 2000 ER1    | ۳ مارس ۲۰۰۰   |
| ۱۰۴۰۳۶ | 2000 EJ4    | ۲ مارس ۲۰۰۰   |
| ۱۰۴۰۳۷ | 2000 EK4    | ۲ مارس ۲۰۰۰   |
| ۱۰۴۰۳۸ | 2000 EP4    | ۲ مارس ۲۰۰۰   |
| ۱۰۴۰۳۹ | 2000 EY5    | ۲ مارس ۲۰۰۰   |
| ۱۰۴۰۴۰ | 2000 EK6    | ۲ مارس ۲۰۰۰   |
| ۱۰۴۰۴۱ | 2000 EE8    | ۳ مارس ۲۰۰۰   |
| ۱۰۴۰۴۲ | 2000 EJ10   | ۳ مارس ۲۰۰۰   |
| ۱۰۴۰۴۳ | 2000 EU10   | ۴ مارس ۲۰۰۰   |
| ۱۰۴۰۴۴ | 2000 EA11   | ۴ مارس ۲۰۰۰   |
| ۱۰۴۰۴۵ | 2000 EC11   | ۴ مارس ۲۰۰۰   |
| ۱۰۴۰۴۶ | 2000 EW11   | ۴ مارس ۲۰۰۰   |
| ۱۰۴۰۴۷ | 2000 EM12   | ۴ مارس ۲۰۰۰   |
| ۱۰۴۰۴۸ | 2000 EL13   | ۵ مارس ۲۰۰۰   |
| ۱۰۴۰۴۹ | 2000 EP13   | ۵ مارس ۲۰۰۰   |
| ۱۰۴۰۵۰ | 2000 ET13   | ۵ مارس ۲۰۰۰   |
| ۱۰۴۰۵۱ | 2000 ET14   | ۳ مارس ۲۰۰۰   |
| ۱۰۴۰۵۲ | 2000 EE15   | ۶ مارس ۲۰۰۰   |
| ۱۰۴۰۵۳ | 2000 EE16   | ۳ مارس ۲۰۰۰   |
| ۱۰۴۰۵۴ | 2000 ET16   | ۳ مارس ۲۰۰۰   |
| ۱۰۴۰۵۵ | 2000 EQ17   | ۴ مارس ۲۰۰۰   |
| ۱۰۴۰۵۶ | 2000 ES17   | ۴ مارس ۲۰۰۰   |
| ۱۰۴۰۵۷ | 2000 EU17   | ۴ مارس ۲۰۰۰   |
| ۱۰۴۰۵۸ | 2000 EV17   | ۴ مارس ۲۰۰۰   |
| ۱۰۴۰۵۹ | 2000 EZ17   | ۴ مارس ۲۰۰۰   |
| ۱۰۴۰۶۰ | 2000 EM18   | ۵ مارس ۲۰۰۰   |
| ۱۰۴۰۶۱ | 2000 EP18   | ۵ مارس ۲۰۰۰   |
| ۱۰۴۰۶۲ | 2000 EU18   | ۵ مارس ۲۰۰۰   |
| ۱۰۴۰۶۳ | 2000 EX18   | ۵ مارس ۲۰۰۰   |
| ۱۰۴۰۶۴ | 2000 EF19   | ۵ مارس ۲۰۰۰   |
| ۱۰۴۰۶۵ | 2000 EJ19   | ۵ مارس ۲۰۰۰   |
| ۱۰۴۰۶۶ | 2000 EN20   | ۳ مارس ۲۰۰۰   |
| ۱۰۴۰۶۷ | 2000 EY20   | ۳ مارس ۲۰۰۰   |
| ۱۰۴۰۶۸ | 2000 EJ22   | ۳ مارس ۲۰۰۰   |
| ۱۰۴۰۶۹ | 2000 EU22   | ۳ مارس ۲۰۰۰   |
| ۱۰۴۰۷۰ | 2000 EM23   | ۸ مارس ۲۰۰۰   |
| ۱۰۴۰۷۱ | 2000 ET23   | ۸ مارس ۲۰۰۰   |
| ۱۰۴۰۷۲ | 2000 EU23   | ۸ مارس ۲۰۰۰   |
| ۱۰۴۰۷۳ | 2000 EZ24   | ۸ مارس ۲۰۰۰   |
| ۱۰۴۰۷۴ | 2000 ES25   | ۸ مارس ۲۰۰۰   |
| ۱۰۴۰۷۵ | 2000 EE27   | ۳ مارس ۲۰۰۰   |
| ۱۰۴۰۷۶ | 2000 EB28   | ۴ مارس ۲۰۰۰   |
| ۱۰۴۰۷۷ | 2000 EF28   | ۴ مارس ۲۰۰۰   |
| ۱۰۴۰۷۸ | 2000 EK29   | ۵ مارس ۲۰۰۰   |
| ۱۰۴۰۷۹ | 2000 EC30   | ۵ مارس ۲۰۰۰   |
| ۱۰۴۰۸۰ | 2000 EE30   | ۵ مارس ۲۰۰۰   |
| ۱۰۴۰۸۱ | 2000 EH30   | ۵ مارس ۲۰۰۰   |
| ۱۰۴۰۸۲ | 2000 EQ30   | ۵ مارس ۲۰۰۰   |
| ۱۰۴۰۸۳ | 2000 EU30   | ۵ مارس ۲۰۰۰   |
| ۱۰۴۰۸۴ | 2000 EA32   | ۵ مارس ۲۰۰۰   |
| ۱۰۴۰۸۵ | 2000 EF32   | ۵ مارس ۲۰۰۰   |
| ۱۰۴۰۸۶ | 2000 EM32   | ۵ مارس ۲۰۰۰   |
| ۱۰۴۰۸۷ | 2000 EV32   | ۵ مارس ۲۰۰۰   |
| ۱۰۴۰۸۸ | 2000 EZ32   | ۵ مارس ۲۰۰۰   |
| ۱۰۴۰۸۹ | 2000 EJ33   | ۵ مارس ۲۰۰۰   |
| ۱۰۴۰۹۰ | 2000 ET33   | ۵ مارس ۲۰۰۰   |
| ۱۰۴۰۹۱ | 2000 EA34   | ۵ مارس ۲۰۰۰   |
| ۱۰۴۰۹۲ | 2000 EN34   | ۵ مارس ۲۰۰۰   |
| ۱۰۴۰۹۳ | 2000 EO34   | ۵ مارس ۲۰۰۰   |
| ۱۰۴۰۹۴ | 2000 EX34   | ۶ مارس ۲۰۰۰   |
| ۱۰۴۰۹۵ | 2000 EB35   | ۶ مارس ۲۰۰۰   |
| ۱۰۴۰۹۶ | 2000 EN35   | ۸ مارس ۲۰۰۰   |
| ۱۰۴۰۹۷ | 2000 EH36   | ۵ مارس ۲۰۰۰   |
| ۱۰۴۰۹۸ | 2000 EQ37   | ۸ مارس ۲۰۰۰   |
| ۱۰۴۰۹۹ | 2000 EW37   | ۸ مارس ۲۰۰۰   |
| ۱۰۴۱۰۰ | 2000 ER39   | ۸ مارس ۲۰۰۰   |
| ۱۰۴۱۰۱ | 2000 EK42   | ۸ مارس ۲۰۰۰   |
| ۱۰۴۱۰۲ | 2000 EB43   | ۸ مارس ۲۰۰۰   |
| ۱۰۴۱۰۳ | 2000 EW43   | ۸ مارس ۲۰۰۰   |
| ۱۰۴۱۰۴ | 2000 EB44   | ۸ مارس ۲۰۰۰   |
| ۱۰۴۱۰۵ | 2000 EQ44   | ۹ مارس ۲۰۰۰   |
| ۱۰۴۱۰۶ | 2000 ES44   | ۹ مارس ۲۰۰۰   |
| ۱۰۴۱۰۷ | 2000 EB45   | ۹ مارس ۲۰۰۰   |
| ۱۰۴۱۰۸ | 2000 EH45   | ۹ مارس ۲۰۰۰   |
| ۱۰۴۱۰۹ | 2000 EN46   | ۹ مارس ۲۰۰۰   |
| ۱۰۴۱۱۰ | 2000 EA47   | ۹ مارس ۲۰۰۰   |
| ۱۰۴۱۱۱ | 2000 EE47   | ۹ مارس ۲۰۰۰   |
| ۱۰۴۱۱۲ | 2000 EO47   | ۹ مارس ۲۰۰۰   |
| ۱۰۴۱۱۳ | 2000 EJ49   | ۹ مارس ۲۰۰۰   |
| ۱۰۴۱۱۴ | 2000 EO50   | ۱۰ مارس ۲۰۰۰  |
| ۱۰۴۱۱۵ | 2000 EX51   | ۳ مارس ۲۰۰۰   |
| ۱۰۴۱۱۶ | 2000 EF52   | ۳ مارس ۲۰۰۰   |
| ۱۰۴۱۱۷ | 2000 EZ52   | ۳ مارس ۲۰۰۰   |
| ۱۰۴۱۱۸ | 2000 EU53   | ۹ مارس ۲۰۰۰   |
| ۱۰۴۱۱۹ | 2000 EF54   | ۹ مارس ۲۰۰۰   |
| ۱۰۴۱۲۰ | 2000 EL55   | ۱۰ مارس ۲۰۰۰  |
| ۱۰۴۱۲۱ | 2000 ET55   | ۵ مارس ۲۰۰۰   |
| ۱۰۴۱۲۲ | 2000 EG56   | ۸ مارس ۲۰۰۰   |
| ۱۰۴۱۲۳ | 2000 EY56   | ۸ مارس ۲۰۰۰   |
| ۱۰۴۱۲۴ | 2000 EU57   | ۸ مارس ۲۰۰۰   |
| ۱۰۴۱۲۵ | 2000 EC58   | ۸ مارس ۲۰۰۰   |
| ۱۰۴۱۲۶ | 2000 ET58   | ۸ مارس ۲۰۰۰   |
| ۱۰۴۱۲۷ | 2000 EG59   | ۹ مارس ۲۰۰۰   |
| ۱۰۴۱۲۸ | 2000 EK59   | ۹ مارس ۲۰۰۰   |
| ۱۰۴۱۲۹ | 2000 EB60   | ۱۰ مارس ۲۰۰۰  |
| ۱۰۴۱۳۰ | 2000 EZ60   | ۱۰ مارس ۲۰۰۰  |
| ۱۰۴۱۳۱ | 2000 EE61   | ۱۰ مارس ۲۰۰۰  |
| ۱۰۴۱۳۲ | 2000 EO61   | ۱۰ مارس ۲۰۰۰  |
| ۱۰۴۱۳۳ | 2000 EX62   | ۱۰ مارس ۲۰۰۰  |
| ۱۰۴۱۳۴ | 2000 EB63   | ۱۰ مارس ۲۰۰۰  |
| ۱۰۴۱۳۵ | 2000 EG63   | ۱۰ مارس ۲۰۰۰  |
| ۱۰۴۱۳۶ | 2000 EH63   | ۱۰ مارس ۲۰۰۰  |
| ۱۰۴۱۳۷ | 2000 EE64   | ۱۰ مارس ۲۰۰۰  |
| ۱۰۴۱۳۸ | 2000 EQ64   | ۱۰ مارس ۲۰۰۰  |
| ۱۰۴۱۳۹ | 2000 EA65   | ۱۰ مارس ۲۰۰۰  |
| ۱۰۴۱۴۰ | 2000 EB65   | ۱۰ مارس ۲۰۰۰  |
| ۱۰۴۱۴۱ | 2000 EE65   | ۱۰ مارس ۲۰۰۰  |
| ۱۰۴۱۴۲ | 2000 EN65   | ۱۰ مارس ۲۰۰۰  |
| ۱۰۴۱۴۳ | 2000 EU65   | ۱۰ مارس ۲۰۰۰  |
| ۱۰۴۱۴۴ | 2000 EP66   | ۱۰ مارس ۲۰۰۰  |
| ۱۰۴۱۴۵ | 2000 EW66   | ۱۰ مارس ۲۰۰۰  |
| ۱۰۴۱۴۶ | 2000 EE67   | ۱۰ مارس ۲۰۰۰  |
| ۱۰۴۱۴۷ | 2000 EH67   | ۱۰ مارس ۲۰۰۰  |
| ۱۰۴۱۴۸ | 2000 EJ67   | ۱۰ مارس ۲۰۰۰  |
| ۱۰۴۱۴۹ | 2000 ET67   | ۱۰ مارس ۲۰۰۰  |
| ۱۰۴۱۵۰ | 2000 EE68   | ۱۰ مارس ۲۰۰۰  |
| ۱۰۴۱۵۱ | 2000 EK68   | ۱۰ مارس ۲۰۰۰  |
| ۱۰۴۱۵۲ | 2000 EU68   | ۱۰ مارس ۲۰۰۰  |
| ۱۰۴۱۵۳ | 2000 EC69   | ۱۰ مارس ۲۰۰۰  |
| ۱۰۴۱۵۴ | 2000 EP69   | ۱۰ مارس ۲۰۰۰  |
| ۱۰۴۱۵۵ | 2000 ER69   | ۱۰ مارس ۲۰۰۰  |
| ۱۰۴۱۵۶ | 2000 ET69   | ۱۰ مارس ۲۰۰۰  |
| ۱۰۴۱۵۷ | 2000 EW69   | ۱۰ مارس ۲۰۰۰  |
| ۱۰۴۱۵۸ | 2000 EF70   | ۱۰ مارس ۲۰۰۰  |
| ۱۰۴۱۵۹ | 2000 ED73   | ۱۰ مارس ۲۰۰۰  |
| ۱۰۴۱۶۰ | 2000 EF74   | ۱۰ مارس ۲۰۰۰  |
| ۱۰۴۱۶۱ | 2000 EQ75   | ۵ مارس ۲۰۰۰   |
| ۱۰۴۱۶۲ | 2000 EB76   | ۵ مارس ۲۰۰۰   |
| ۱۰۴۱۶۳ | 2000 EL76   | ۵ مارس ۲۰۰۰   |
| ۱۰۴۱۶۴ | 2000 EP77   | ۵ مارس ۲۰۰۰   |
| ۱۰۴۱۶۵ | 2000 EY77   | ۵ مارس ۲۰۰۰   |
| ۱۰۴۱۶۶ | 2000 EL78   | ۵ مارس ۲۰۰۰   |
| ۱۰۴۱۶۷ | 2000 EL79   | ۵ مارس ۲۰۰۰   |
| ۱۰۴۱۶۸ | 2000 EU79   | ۵ مارس ۲۰۰۰   |
| ۱۰۴۱۶۹ | 2000 EB80   | ۵ مارس ۲۰۰۰   |
| ۱۰۴۱۷۰ | 2000 EB81   | ۵ مارس ۲۰۰۰   |
| ۱۰۴۱۷۱ | 2000 EK81   | ۵ مارس ۲۰۰۰   |
| ۱۰۴۱۷۲ | 2000 EE82   | ۵ مارس ۲۰۰۰   |
| ۱۰۴۱۷۳ | 2000 EE83   | ۵ مارس ۲۰۰۰   |
| ۱۰۴۱۷۴ | 2000 EY83   | ۵ مارس ۲۰۰۰   |
| ۱۰۴۱۷۵ | 2000 EJ84   | ۶ مارس ۲۰۰۰   |
| ۱۰۴۱۷۶ | 2000 EX85   | ۸ مارس ۲۰۰۰   |
| ۱۰۴۱۷۷ | 2000 EO87   | ۸ مارس ۲۰۰۰   |
| ۱۰۴۱۷۸ | 2000 EC90   | ۹ مارس ۲۰۰۰   |
| ۱۰۴۱۷۹ | 2000 EZ90   | ۹ مارس ۲۰۰۰   |
| ۱۰۴۱۸۰ | 2000 EM91   | ۹ مارس ۲۰۰۰   |
| ۱۰۴۱۸۱ | 2000 EA96   | ۱۱ مارس ۲۰۰۰  |
| ۱۰۴۱۸۲ | 2000 EB96   | ۱۱ مارس ۲۰۰۰  |
| ۱۰۴۱۸۳ | 2000 EH96   | ۱۱ مارس ۲۰۰۰  |
| ۱۰۴۱۸۴ | 2000 EK96   | ۱۱ مارس ۲۰۰۰  |
| ۱۰۴۱۸۵ | 2000 EG98   | ۹ مارس ۲۰۰۰   |
| ۱۰۴۱۸۶ | 2000 EH98   | ۹ مارس ۲۰۰۰   |
| ۱۰۴۱۸۷ | 2000 EJ98   | ۹ مارس ۲۰۰۰   |
| ۱۰۴۱۸۸ | 2000 EW99   | ۱۲ مارس ۲۰۰۰  |
| ۱۰۴۱۸۹ | 2000 EQ100  | ۱۲ مارس ۲۰۰۰  |
| ۱۰۴۱۹۰ | 2000 EL101  | ۱۲ مارس ۲۰۰۰  |
| ۱۰۴۱۹۱ | 2000 EN101  | ۱۲ مارس ۲۰۰۰  |
| ۱۰۴۱۹۲ | 2000 EE102  | ۱۴ مارس ۲۰۰۰  |
| ۱۰۴۱۹۳ | 2000 EO102  | ۱۴ مارس ۲۰۰۰  |
| ۱۰۴۱۹۴ | 2000 EE103  | ۱۱ مارس ۲۰۰۰  |
| ۱۰۴۱۹۵ | 2000 EN103  | ۱۲ مارس ۲۰۰۰  |
| ۱۰۴۱۹۶ | 2000 EL105  | ۱۱ مارس ۲۰۰۰  |
| ۱۰۴۱۹۷ | 2000 ET105  | ۱۱ مارس ۲۰۰۰  |
| ۱۰۴۱۹۸ | 2000 ED106  | ۱۱ مارس ۲۰۰۰  |
| ۱۰۴۱۹۹ | 2000 EO107  | ۸ مارس ۲۰۰۰   |
| ۱۰۴۲۰۰ | 2000 EL108  | ۸ مارس ۲۰۰۰   |
| ۱۰۴۲۰۱ | 2000 EN108  | ۸ مارس ۲۰۰۰   |
| ۱۰۴۲۰۲ | 2000 ES108  | ۸ مارس ۲۰۰۰   |
| ۱۰۴۲۰۳ | 2000 EY109  | ۸ مارس ۲۰۰۰   |
| ۱۰۴۲۰۴ | 2000 EA111  | ۸ مارس ۲۰۰۰   |
| ۱۰۴۲۰۵ | 2000 EE112  | ۹ مارس ۲۰۰۰   |
| ۱۰۴۲۰۶ | 2000 EO112  | ۹ مارس ۲۰۰۰   |
| ۱۰۴۲۰۷ | 2000 ED113  | ۹ مارس ۲۰۰۰   |
| ۱۰۴۲۰۸ | 2000 EQ113  | ۹ مارس ۲۰۰۰   |
| ۱۰۴۲۰۹ | 2000 EN115  | ۱۰ مارس ۲۰۰۰  |
| ۱۰۴۲۱۰ | 2000 ES116  | ۱۰ مارس ۲۰۰۰  |
| ۱۰۴۲۱۱ | 2000 EW116  | ۱۰ مارس ۲۰۰۰  |
| ۱۰۴۲۱۲ | 2000 ER117  | ۱۱ مارس ۲۰۰۰  |
| ۱۰۴۲۱۳ | 2000 EE118  | ۱۱ مارس ۲۰۰۰  |
| ۱۰۴۲۱۴ | 2000 EJ118  | ۱۱ مارس ۲۰۰۰  |
| ۱۰۴۲۱۵ | 2000 ES118  | ۱۱ مارس ۲۰۰۰  |
| ۱۰۴۲۱۶ | 2000 EF119  | ۱۱ مارس ۲۰۰۰  |
| ۱۰۴۲۱۷ | 2000 EM119  | ۱۱ مارس ۲۰۰۰  |
| ۱۰۴۲۱۸ | 2000 EU119  | ۱۱ مارس ۲۰۰۰  |
| ۱۰۴۲۱۹ | 2000 EO120  | ۱۱ مارس ۲۰۰۰  |
| ۱۰۴۲۲۰ | 2000 EP120  | ۱۱ مارس ۲۰۰۰  |
| ۱۰۴۲۲۱ | 2000 EU120  | ۱۱ مارس ۲۰۰۰  |
| ۱۰۴۲۲۲ | 2000 EH121  | ۱۱ مارس ۲۰۰۰  |
| ۱۰۴۲۲۳ | 2000 EP121  | ۱۱ مارس ۲۰۰۰  |
| ۱۰۴۲۲۴ | 2000 EC122  | ۱۱ مارس ۲۰۰۰  |
| ۱۰۴۲۲۵ | 2000 EE123  | ۱۱ مارس ۲۰۰۰  |
| ۱۰۴۲۲۶ | 2000 EN123  | ۱۱ مارس ۲۰۰۰  |
| ۱۰۴۲۲۷ | 2000 EH125  | ۱۱ مارس ۲۰۰۰  |
| ۱۰۴۲۲۸ | 2000 EG127  | ۱۱ مارس ۲۰۰۰  |
| ۱۰۴۲۲۹ | 2000 ER128  | ۱۱ مارس ۲۰۰۰  |
| ۱۰۴۲۳۰ | 2000 EZ128  | ۱۱ مارس ۲۰۰۰  |
| ۱۰۴۲۳۱ | 2000 EE129  | ۱۱ مارس ۲۰۰۰  |
| ۱۰۴۲۳۲ | 2000 ET129  | ۱۱ مارس ۲۰۰۰  |
| ۱۰۴۲۳۳ | 2000 EV129  | ۱۱ مارس ۲۰۰۰  |
| ۱۰۴۲۳۴ | 2000 EL130  | ۱۱ مارس ۲۰۰۰  |
| ۱۰۴۲۳۵ | 2000 EL131  | ۱۱ مارس ۲۰۰۰  |
| ۱۰۴۲۳۶ | 2000 EG132  | ۱۱ مارس ۲۰۰۰  |
| ۱۰۴۲۳۷ | 2000 EU132  | ۱۱ مارس ۲۰۰۰  |
| ۱۰۴۲۳۸ | 2000 EB133  | ۱۱ مارس ۲۰۰۰  |
| ۱۰۴۲۳۹ | 2000 EG133  | ۱۱ مارس ۲۰۰۰  |
| ۱۰۴۲۴۰ | 2000 ET133  | ۱۱ مارس ۲۰۰۰  |
| ۱۰۴۲۴۱ | 2000 EB134  | ۱۱ مارس ۲۰۰۰  |
| ۱۰۴۲۴۲ | 2000 EL134  | ۱۱ مارس ۲۰۰۰  |
| ۱۰۴۲۴۳ | 2000 ES134  | ۱۱ مارس ۲۰۰۰  |
| ۱۰۴۲۴۴ | 2000 EX134  | ۱۱ مارس ۲۰۰۰  |
| ۱۰۴۲۴۵ | 2000 ED135  | ۱۱ مارس ۲۰۰۰  |
| ۱۰۴۲۴۶ | 2000 EM135  | ۱۱ مارس ۲۰۰۰  |
| ۱۰۴۲۴۷ | 2000 EH136  | ۱۱ مارس ۲۰۰۰  |
| ۱۰۴۲۴۸ | 2000 EJ136  | ۱۱ مارس ۲۰۰۰  |
| ۱۰۴۲۴۹ | 2000 EQ136  | ۱۲ مارس ۲۰۰۰  |
| ۱۰۴۲۵۰ | 2000 ET136  | ۱۲ مارس ۲۰۰۰  |
| ۱۰۴۲۵۱ | 2000 EJ137  | ۷ مارس ۲۰۰۰   |
| ۱۰۴۲۵۲ | 2000 EJ138  | ۱۱ مارس ۲۰۰۰  |
| ۱۰۴۲۵۳ | 2000 EK138  | ۱۱ مارس ۲۰۰۰  |
| ۱۰۴۲۵۴ | 2000 ET139  | ۱۲ مارس ۲۰۰۰  |
| ۱۰۴۲۵۵ | 2000 EJ140  | ۱ مارس ۲۰۰۰   |
| ۱۰۴۲۵۶ | 2000 EA141  | ۲ مارس ۲۰۰۰   |
| ۱۰۴۲۵۷ | 2000 EC141  | ۲ مارس ۲۰۰۰   |
| ۱۰۴۲۵۸ | 2000 EQ141  | ۲ مارس ۲۰۰۰   |
| ۱۰۴۲۵۹ | 2000 EK142  | ۳ مارس ۲۰۰۰   |
| ۱۰۴۲۶۰ | 2000 EF144  | ۳ مارس ۲۰۰۰   |
| ۱۰۴۲۶۱ | 2000 ES144  | ۳ مارس ۲۰۰۰   |
| ۱۰۴۲۶۲ | 2000 EY144  | ۳ مارس ۲۰۰۰   |
| ۱۰۴۲۶۳ | 2000 EZ144  | ۳ مارس ۲۰۰۰   |
| ۱۰۴۲۶۴ | 2000 EW145  | ۳ مارس ۲۰۰۰   |
| ۱۰۴۲۶۵ | 2000 EK146  | ۴ مارس ۲۰۰۰   |
| ۱۰۴۲۶۶ | 2000 EW146  | ۴ مارس ۲۰۰۰   |
| ۱۰۴۲۶۷ | 2000 EM147  | ۴ مارس ۲۰۰۰   |
| ۱۰۴۲۶۸ | 2000 EA148  | ۴ مارس ۲۰۰۰   |
| ۱۰۴۲۶۹ | 2000 EC148  | ۴ مارس ۲۰۰۰   |
| ۱۰۴۲۷۰ | 2000 EC149  | ۵ مارس ۲۰۰۰   |
| ۱۰۴۲۷۱ | 2000 EF149  | ۵ مارس ۲۰۰۰   |
| ۱۰۴۲۷۲ | 2000 ES149  | ۵ مارس ۲۰۰۰   |
| ۱۰۴۲۷۳ | 2000 EU149  | ۵ مارس ۲۰۰۰   |
| ۱۰۴۲۷۴ | 2000 EU150  | ۵ مارس ۲۰۰۰   |
| ۱۰۴۲۷۵ | 2000 EW150  | ۵ مارس ۲۰۰۰   |
| ۱۰۴۲۷۶ | 2000 EL151  | ۶ مارس ۲۰۰۰   |
| ۱۰۴۲۷۷ | 2000 ER151  | ۶ مارس ۲۰۰۰   |
| ۱۰۴۲۷۸ | 2000 EK152  | ۶ مارس ۲۰۰۰   |
| ۱۰۴۲۷۹ | 2000 EE153  | ۶ مارس ۲۰۰۰   |
| ۱۰۴۲۸۰ | 2000 ED154  | ۶ مارس ۲۰۰۰   |
| ۱۰۴۲۸۱ | 2000 ET154  | ۶ مارس ۲۰۰۰   |
| ۱۰۴۲۸۲ | 2000 EK155  | ۹ مارس ۲۰۰۰   |
| ۱۰۴۲۸۳ | 2000 EL155  | ۹ مارس ۲۰۰۰   |
| ۱۰۴۲۸۴ | 2000 EX155  | ۹ مارس ۲۰۰۰   |
| ۱۰۴۲۸۵ | 2000 EH156  | ۹ مارس ۲۰۰۰   |
| ۱۰۴۲۸۶ | 2000 EF157  | ۱۱ مارس ۲۰۰۰  |
| ۱۰۴۲۸۷ | 2000 EM157  | ۱۱ مارس ۲۰۰۰  |
| ۱۰۴۲۸۸ | 2000 EC158  | ۱۲ مارس ۲۰۰۰  |
| ۱۰۴۲۸۹ | 2000 EW158  | ۱۲ مارس ۲۰۰۰  |
| ۱۰۴۲۹۰ | 2000 EB164  | ۳ مارس ۲۰۰۰   |
| ۱۰۴۲۹۱ | 2000 EU164  | ۳ مارس ۲۰۰۰   |
| ۱۰۴۲۹۲ | 2000 EC165  | ۳ مارس ۲۰۰۰   |
| ۱۰۴۲۹۳ | 2000 EN166  | ۴ مارس ۲۰۰۰   |
| ۱۰۴۲۹۴ | 2000 ER168  | ۴ مارس ۲۰۰۰   |
| ۱۰۴۲۹۵ | 2000 EH169  | ۴ مارس ۲۰۰۰   |
| ۱۰۴۲۹۶ | 2000 ET169  | ۴ مارس ۲۰۰۰   |
| ۱۰۴۲۹۷ | 2000 EK171  | ۵ مارس ۲۰۰۰   |
| ۱۰۴۲۹۸ | 2000 EG172  | ۱۰ مارس ۲۰۰۰  |
| ۱۰۴۲۹۹ | 2000 EM173  | ۴ مارس ۲۰۰۰   |
| ۱۰۴۳۰۰ | 2000 ET174  | ۱ مارس ۲۰۰۰   |
| ۱۰۴۳۰۱ | 2000 EZ175  | ۳ مارس ۲۰۰۰   |
| ۱۰۴۳۰۲ | 2000 ED178  | ۴ مارس ۲۰۰۰   |
| ۱۰۴۳۰۳ | 2000 EA179  | ۴ مارس ۲۰۰۰   |
| ۱۰۴۳۰۴ | 2000 EM179  | ۴ مارس ۲۰۰۰   |
| ۱۰۴۳۰۵ | 2000 EH183  | ۵ مارس ۲۰۰۰   |
| ۱۰۴۳۰۶ | 2000 EM185  | ۵ مارس ۲۰۰۰   |
| ۱۰۴۳۰۷ | 2000 EO186  | ۲ مارس ۲۰۰۰   |
| ۱۰۴۳۰۸ | 2000 ES186  | ۳ مارس ۲۰۰۰   |
| ۱۰۴۳۰۹ | 2000 EL192  | ۳ مارس ۲۰۰۰   |
| ۱۰۴۳۱۰ | 2000 ER194  | ۳ مارس ۲۰۰۰   |
| ۱۰۴۳۱۱ | 2000 EY195  | ۳ مارس ۲۰۰۰   |
| ۱۰۴۳۱۲ | 2000 EQ196  | ۳ مارس ۲۰۰۰   |
| ۱۰۴۳۱۳ | 2000 EM201  | ۱۵ مارس ۲۰۰۰  |
| ۱۰۴۳۱۴ | 2000 EC203  | ۵ مارس ۲۰۰۰   |
| ۱۰۴۳۱۴ | 2000 FO     | ۲۵ مارس ۲۰۰۰  |
| ۱۰۴۳۱۶ | 2000 FP1    | ۲۵ مارس ۲۰۰۰  |
| ۱۰۴۳۱۷ | 2000 FD2    | ۲۵ مارس ۲۰۰۰  |
| ۱۰۴۳۱۸ | 2000 FF2    | ۲۵ مارس ۲۰۰۰  |
| ۱۰۴۳۱۹ | 2000 FM2    | ۲۵ مارس ۲۰۰۰  |
| ۱۰۴۳۲۰ | 2000 FP2    | ۲۶ مارس ۲۰۰۰  |
| ۱۰۴۳۲۱ | 2000 FD3    | ۲۸ مارس ۲۰۰۰  |
| ۱۰۴۳۲۲ | 2000 FF4    | ۲۷ مارس ۲۰۰۰  |
| ۱۰۴۳۲۳ | 2000 FT4    | ۲۷ مارس ۲۰۰۰  |
| ۱۰۴۳۲۴ | 2000 FX4    | ۲۷ مارس ۲۰۰۰  |
| ۱۰۴۳۲۵ | 2000 FM6    | ۲۵ مارس ۲۰۰۰  |
| ۱۰۴۳۲۶ | 2000 FU6    | ۲۹ مارس ۲۰۰۰  |
| ۱۰۴۳۲۷ | 2000 FA7    | ۲۹ مارس ۲۰۰۰  |
| ۱۰۴۳۲۸ | 2000 FW7    | ۲۹ مارس ۲۰۰۰  |
| ۱۰۴۳۲۹ | 2000 FN8    | ۲۵ مارس ۲۰۰۰  |
| ۱۰۴۳۳۰ | 2000 FY8    | ۲۹ مارس ۲۰۰۰  |
| ۱۰۴۳۳۱ | 2000 FA9    | ۲۹ مارس ۲۰۰۰  |
| ۱۰۴۳۳۲ | 2000 FD9    | ۲۹ مارس ۲۰۰۰  |
| ۱۰۴۳۳۳ | 2000 FO9    | ۳۰ مارس ۲۰۰۰  |
| ۱۰۴۳۳۴ | 2000 FF10   | ۳۰ مارس ۲۰۰۰  |
| ۱۰۴۳۳۵ | 2000 FF11   | ۲۸ مارس ۲۰۰۰  |
| ۱۰۴۳۳۶ | 2000 FM12   | ۲۸ مارس ۲۰۰۰  |
| ۱۰۴۳۳۷ | 2000 FT12   | ۲۸ مارس ۲۰۰۰  |
| ۱۰۴۳۳۸ | 2000 FA13   | ۲۹ مارس ۲۰۰۰  |
| ۱۰۴۳۳۹ | 2000 FF13   | ۲۹ مارس ۲۰۰۰  |
| ۱۰۴۳۴۰ | 2000 FN13   | ۲۹ مارس ۲۰۰۰  |
| ۱۰۴۳۴۱ | 2000 FR13   | ۲۹ مارس ۲۰۰۰  |
| ۱۰۴۳۴۲ | 2000 FH15   | ۲۹ مارس ۲۰۰۰  |
| ۱۰۴۳۴۳ | 2000 FW15   | ۲۸ مارس ۲۰۰۰  |
| ۱۰۴۳۴۴ | 2000 FX15   | ۲۸ مارس ۲۰۰۰  |
| ۱۰۴۳۴۵ | 2000 FD16   | ۲۸ مارس ۲۰۰۰  |
| ۱۰۴۳۴۶ | 2000 FY16   | ۲۸ مارس ۲۰۰۰  |
| ۱۰۴۳۴۷ | 2000 FZ16   | ۲۸ مارس ۲۰۰۰  |
| ۱۰۴۳۴۸ | 2000 FL17   | ۲۹ مارس ۲۰۰۰  |
| ۱۰۴۳۴۹ | 2000 FO17   | ۲۹ مارس ۲۰۰۰  |
| ۱۰۴۳۵۰ | 2000 FB18   | ۲۹ مارس ۲۰۰۰  |
| ۱۰۴۳۵۱ | 2000 FF18   | ۲۹ مارس ۲۰۰۰  |
| ۱۰۴۳۵۲ | 2000 FP18   | ۲۹ مارس ۲۰۰۰  |
| ۱۰۴۳۵۳ | 2000 FR19   | ۲۹ مارس ۲۰۰۰  |
| ۱۰۴۳۵۴ | 2000 FX19   | ۲۹ مارس ۲۰۰۰  |
| ۱۰۴۳۵۵ | 2000 FF20   | ۲۹ مارس ۲۰۰۰  |
| ۱۰۴۳۵۶ | 2000 FM20   | ۲۹ مارس ۲۰۰۰  |
| ۱۰۴۳۵۷ | 2000 FO20   | ۲۹ مارس ۲۰۰۰  |
| ۱۰۴۳۵۸ | 2000 FT20   | ۲۹ مارس ۲۰۰۰  |
| ۱۰۴۳۵۹ | 2000 FV20   | ۲۹ مارس ۲۰۰۰  |
| ۱۰۴۳۶۰ | 2000 FK21   | ۲۹ مارس ۲۰۰۰  |
| ۱۰۴۳۶۱ | 2000 FV21   | ۲۹ مارس ۲۰۰۰  |
| ۱۰۴۳۶۲ | 2000 FS22   | ۲۹ مارس ۲۰۰۰  |
| ۱۰۴۳۶۳ | 2000 FH23   | ۲۹ مارس ۲۰۰۰  |
| ۱۰۴۳۶۴ | 2000 FK26   | ۲۷ مارس ۲۰۰۰  |
| ۱۰۴۳۶۵ | 2000 FP26   | ۲۷ مارس ۲۰۰۰  |
| ۱۰۴۳۶۶ | 2000 FC27   | ۲۷ مارس ۲۰۰۰  |
| ۱۰۴۳۶۷ | 2000 FG27   | ۲۷ مارس ۲۰۰۰  |
| ۱۰۴۳۶۸ | 2000 FL27   | ۲۷ مارس ۲۰۰۰  |
| ۱۰۴۳۶۹ | 2000 FT27   | ۲۷ مارس ۲۰۰۰  |
| ۱۰۴۳۷۰ | 2000 FV27   | ۲۷ مارس ۲۰۰۰  |
| ۱۰۴۳۷۱ | 2000 FH29   | ۲۷ مارس ۲۰۰۰  |
| ۱۰۴۳۷۲ | 2000 FT29   | ۲۷ مارس ۲۰۰۰  |
| ۱۰۴۳۷۳ | 2000 FV29   | ۲۷ مارس ۲۰۰۰  |
| ۱۰۴۳۷۴ | 2000 FN30   | ۲۷ مارس ۲۰۰۰  |
| ۱۰۴۳۷۵ | 2000 FE31   | ۲۸ مارس ۲۰۰۰  |
| ۱۰۴۳۷۶ | 2000 FC32   | ۲۹ مارس ۲۰۰۰  |
| ۱۰۴۳۷۷ | 2000 FF32   | ۲۹ مارس ۲۰۰۰  |
| ۱۰۴۳۷۸ | 2000 FR33   | ۲۹ مارس ۲۰۰۰  |
| ۱۰۴۳۷۹ | 2000 FB34   | ۲۹ مارس ۲۰۰۰  |
| ۱۰۴۳۸۰ | 2000 FP34   | ۲۹ مارس ۲۰۰۰  |
| ۱۰۴۳۸۱ | 2000 FW34   | ۲۹ مارس ۲۰۰۰  |
| ۱۰۴۳۸۲ | 2000 FA35   | ۲۹ مارس ۲۰۰۰  |
| ۱۰۴۳۸۳ | 2000 FD36   | ۲۹ مارس ۲۰۰۰  |
| ۱۰۴۳۸۴ | 2000 FF36   | ۲۹ مارس ۲۰۰۰  |
| ۱۰۴۳۸۵ | 2000 FL36   | ۲۹ مارس ۲۰۰۰  |
| ۱۰۴۳۸۶ | 2000 FV36   | ۲۹ مارس ۲۰۰۰  |
| ۱۰۴۳۸۷ | 2000 FY36   | ۲۹ مارس ۲۰۰۰  |
| ۱۰۴۳۸۸ | 2000 FZ36   | ۲۹ مارس ۲۰۰۰  |
| ۱۰۴۳۸۹ | 2000 FP38   | ۲۹ مارس ۲۰۰۰  |
| ۱۰۴۳۹۰ | 2000 FR38   | ۲۹ مارس ۲۰۰۰  |
| ۱۰۴۳۹۱ | 2000 FX38   | ۲۹ مارس ۲۰۰۰  |
| ۱۰۴۳۹۲ | 2000 FW39   | ۲۹ مارس ۲۰۰۰  |
| ۱۰۴۳۹۳ | 2000 FC41   | ۲۹ مارس ۲۰۰۰  |
| ۱۰۴۳۹۴ | 2000 FO41   | ۲۹ مارس ۲۰۰۰  |
| ۱۰۴۳۹۵ | 2000 FW41   | ۲۹ مارس ۲۰۰۰  |
| ۱۰۴۳۹۶ | 2000 FC42   | ۲۹ مارس ۲۰۰۰  |
| ۱۰۴۳۹۷ | 2000 FN43   | ۲۹ مارس ۲۰۰۰  |
| ۱۰۴۳۹۸ | 2000 FC44   | ۲۹ مارس ۲۰۰۰  |
| ۱۰۴۳۹۹ | 2000 FB45   | ۲۹ مارس ۲۰۰۰  |
| ۱۰۴۴۰۰ | 2000 FO45   | ۲۹ مارس ۲۰۰۰  |
| ۱۰۴۴۰۱ | 2000 FY45   | ۲۹ مارس ۲۰۰۰  |
| ۱۰۴۴۰۲ | 2000 FU46   | ۲۹ مارس ۲۰۰۰  |
| ۱۰۴۴۰۳ | 2000 FG47   | ۲۹ مارس ۲۰۰۰  |
| ۱۰۴۴۰۴ | 2000 FH47   | ۲۹ مارس ۲۰۰۰  |
| ۱۰۴۴۰۵ | 2000 FJ48   | ۲۹ مارس ۲۰۰۰  |
| ۱۰۴۴۰۶ | 2000 FN51   | ۲۹ مارس ۲۰۰۰  |
| ۱۰۴۴۰۷ | 2000 FP51   | ۲۹ مارس ۲۰۰۰  |
| ۱۰۴۴۰۸ | 2000 FD52   | ۲۹ مارس ۲۰۰۰  |
| ۱۰۴۴۰۹ | 2000 FM55   | ۲۹ مارس ۲۰۰۰  |
| ۱۰۴۴۱۰ | 2000 FF56   | ۲۹ مارس ۲۰۰۰  |
| ۱۰۴۴۱۱ | 2000 FM56   | ۲۹ مارس ۲۰۰۰  |
| ۱۰۴۴۱۲ | 2000 FT56   | ۲۹ مارس ۲۰۰۰  |
| ۱۰۴۴۱۳ | 2000 FV56   | ۲۹ مارس ۲۰۰۰  |
| ۱۰۴۴۱۴ | 2000 FZ56   | ۳۰ مارس ۲۰۰۰  |
| ۱۰۴۴۱۵ | 2000 FG57   | ۲۶ مارس ۲۰۰۰  |
| ۱۰۴۴۱۶ | 2000 FS57   | ۲۶ مارس ۲۰۰۰  |
| ۱۰۴۴۱۷ | 2000 FX57   | ۲۶ مارس ۲۰۰۰  |
| ۱۰۴۴۱۸ | 2000 FB58   | ۲۶ مارس ۲۰۰۰  |
| ۱۰۴۴۱۹ | 2000 FN58   | ۲۷ مارس ۲۰۰۰  |
| ۱۰۴۴۲۰ | 2000 FY58   | ۲۶ مارس ۲۰۰۰  |
| ۱۰۴۴۲۱ | 2000 FG59   | ۲۹ مارس ۲۰۰۰  |
| ۱۰۴۴۲۲ | 2000 FJ59   | ۲۹ مارس ۲۰۰۰  |
| ۱۰۴۴۲۳ | 2000 FA60   | ۲۹ مارس ۲۰۰۰  |
| ۱۰۴۴۲۴ | 2000 FS60   | ۲۹ مارس ۲۰۰۰  |
| ۱۰۴۴۲۵ | 2000 FK61   | ۲۹ مارس ۲۰۰۰  |
| ۱۰۴۴۲۶ | 2000 FR61   | ۲۹ مارس ۲۰۰۰  |
| ۱۰۴۴۲۷ | 2000 FE62   | ۲۶ مارس ۲۰۰۰  |
| ۱۰۴۴۲۸ | 2000 FK62   | ۲۶ مارس ۲۰۰۰  |
| ۱۰۴۴۲۹ | 2000 FE63   | ۲۷ مارس ۲۰۰۰  |
| ۱۰۴۴۳۰ | 2000 FD64   | ۲۹ مارس ۲۰۰۰  |
| ۱۰۴۴۳۱ | 2000 FP64   | ۳۰ مارس ۲۰۰۰  |
| ۱۰۴۴۳۲ | 2000 FX64   | ۳۰ مارس ۲۰۰۰  |
| ۱۰۴۴۳۳ | 2000 FP66   | ۳۰ مارس ۲۰۰۰  |
| ۱۰۴۴۳۴ | 2000 FT66   | ۲۵ مارس ۲۰۰۰  |
| ۱۰۴۴۳۵ | 2000 FD67   | ۲۵ مارس ۲۰۰۰  |
| ۱۰۴۴۳۶ | 2000 FG68   | ۲۵ مارس ۲۰۰۰  |
| ۱۰۴۴۳۷ | 2000 FL72   | ۲۵ مارس ۲۰۰۰  |
| ۱۰۴۴۳۸ | 2000 FH73   | ۲۵ مارس ۲۰۰۰  |
| ۱۰۴۴۳۹ | 2000 FW73   | ۲۶ مارس ۲۰۰۰  |
| ۱۰۴۴۴۰ | 2000 FC74   | ۳۱ مارس ۲۰۰۰  |
| ۱۰۴۴۴۰ | 2000 GQ     | ۱ آوریل ۲۰۰۰  |
| ۱۰۴۴۴۲ | 2000 GB1    | ۲ آوریل ۲۰۰۰  |
| ۱۰۴۴۴۳ | 2000 GS2    | ۳ آوریل ۲۰۰۰  |
| ۱۰۴۴۴۴ | 2000 GR3    | ۵ آوریل ۲۰۰۰  |
| ۱۰۴۴۴۵ | 2000 GA4    | ۷ آوریل ۲۰۰۰  |
| ۱۰۴۴۴۶ | 2000 GT4    | ۵ آوریل ۲۰۰۰  |
| ۱۰۴۴۴۷ | 2000 GP5    | ۴ آوریل ۲۰۰۰  |
| ۱۰۴۴۴۸ | 2000 GE6    | ۴ آوریل ۲۰۰۰  |
| ۱۰۴۴۴۹ | 2000 GK6    | ۴ آوریل ۲۰۰۰  |
| ۱۰۴۴۵۰ | 2000 GT6    | ۴ آوریل ۲۰۰۰  |
| ۱۰۴۴۵۱ | 2000 GJ7    | ۴ آوریل ۲۰۰۰  |
| ۱۰۴۴۵۲ | 2000 GK7    | ۴ آوریل ۲۰۰۰  |
| ۱۰۴۴۵۳ | 2000 GS7    | ۴ آوریل ۲۰۰۰  |
| ۱۰۴۴۵۴ | 2000 GU7    | ۴ آوریل ۲۰۰۰  |
| ۱۰۴۴۵۵ | 2000 GC8    | ۵ آوریل ۲۰۰۰  |
| ۱۰۴۴۵۶ | 2000 GG8    | ۵ آوریل ۲۰۰۰  |
| ۱۰۴۴۵۷ | 2000 GL8    | ۵ آوریل ۲۰۰۰  |
| ۱۰۴۴۵۸ | 2000 GG9    | ۵ آوریل ۲۰۰۰  |
| ۱۰۴۴۵۹ | 2000 GJ9    | ۵ آوریل ۲۰۰۰  |
| ۱۰۴۴۶۰ | 2000 GF10   | ۵ آوریل ۲۰۰۰  |
| ۱۰۴۴۶۱ | 2000 GL10   | ۵ آوریل ۲۰۰۰  |
| ۱۰۴۴۶۲ | 2000 GO10   | ۵ آوریل ۲۰۰۰  |
| ۱۰۴۴۶۳ | 2000 GW12   | ۵ آوریل ۲۰۰۰  |
| ۱۰۴۴۶۴ | 2000 GR13   | ۵ آوریل ۲۰۰۰  |
| ۱۰۴۴۶۵ | 2000 GS13   | ۵ آوریل ۲۰۰۰  |
| ۱۰۴۴۶۶ | 2000 GK14   | ۵ آوریل ۲۰۰۰  |
| ۱۰۴۴۶۷ | 2000 GR14   | ۵ آوریل ۲۰۰۰  |
| ۱۰۴۴۶۸ | 2000 GN15   | ۵ آوریل ۲۰۰۰  |
| ۱۰۴۴۶۹ | 2000 GS15   | ۵ آوریل ۲۰۰۰  |
| ۱۰۴۴۷۰ | 2000 GW15   | ۵ آوریل ۲۰۰۰  |
| ۱۰۴۴۷۱ | 2000 GO16   | ۵ آوریل ۲۰۰۰  |
| ۱۰۴۴۷۲ | 2000 GF17   | ۵ آوریل ۲۰۰۰  |
| ۱۰۴۴۷۳ | 2000 GV18   | ۵ آوریل ۲۰۰۰  |
| ۱۰۴۴۷۴ | 2000 GA20   | ۵ آوریل ۲۰۰۰  |
| ۱۰۴۴۷۵ | 2000 GB20   | ۵ آوریل ۲۰۰۰  |
| ۱۰۴۴۷۶ | 2000 GO20   | ۵ آوریل ۲۰۰۰  |
| ۱۰۴۴۷۷ | 2000 GE21   | ۵ آوریل ۲۰۰۰  |
| ۱۰۴۴۷۸ | 2000 GJ21   | ۵ آوریل ۲۰۰۰  |
| ۱۰۴۴۷۹ | 2000 GC22   | ۵ آوریل ۲۰۰۰  |
| ۱۰۴۴۸۰ | 2000 GT22   | ۵ آوریل ۲۰۰۰  |
| ۱۰۴۴۸۱ | 2000 GF23   | ۵ آوریل ۲۰۰۰  |
| ۱۰۴۴۸۲ | 2000 GK23   | ۵ آوریل ۲۰۰۰  |
| ۱۰۴۴۸۳ | 2000 GU23   | ۵ آوریل ۲۰۰۰  |
| ۱۰۴۴۸۴ | 2000 GQ24   | ۵ آوریل ۲۰۰۰  |
| ۱۰۴۴۸۵ | 2000 GJ25   | ۵ آوریل ۲۰۰۰  |
| ۱۰۴۴۸۶ | 2000 GX25   | ۵ آوریل ۲۰۰۰  |
| ۱۰۴۴۸۷ | 2000 GO26   | ۵ آوریل ۲۰۰۰  |
| ۱۰۴۴۸۸ | 2000 GQ28   | ۵ آوریل ۲۰۰۰  |
| ۱۰۴۴۸۹ | 2000 GT28   | ۵ آوریل ۲۰۰۰  |
| ۱۰۴۴۹۰ | 2000 GZ28   | ۵ آوریل ۲۰۰۰  |
| ۱۰۴۴۹۱ | 2000 GK30   | ۵ آوریل ۲۰۰۰  |
| ۱۰۴۴۹۲ | 2000 GQ30   | ۵ آوریل ۲۰۰۰  |
| ۱۰۴۴۹۳ | 2000 GX30   | ۵ آوریل ۲۰۰۰  |
| ۱۰۴۴۹۴ | 2000 GA31   | ۵ آوریل ۲۰۰۰  |
| ۱۰۴۴۹۵ | 2000 GK32   | ۵ آوریل ۲۰۰۰  |
| ۱۰۴۴۹۶ | 2000 GK33   | ۵ آوریل ۲۰۰۰  |
| ۱۰۴۴۹۷ | 2000 GC35   | ۵ آوریل ۲۰۰۰  |
| ۱۰۴۴۹۸ | 2000 GJ35   | ۵ آوریل ۲۰۰۰  |
| ۱۰۴۴۹۹ | 2000 GH36   | ۵ آوریل ۲۰۰۰  |
| ۱۰۴۵۰۰ | 2000 GQ36   | ۵ آوریل ۲۰۰۰  |
| ۱۰۴۵۰۱ | 2000 GM38   | ۵ آوریل ۲۰۰۰  |
| ۱۰۴۵۰۲ | 2000 GT38   | ۵ آوریل ۲۰۰۰  |
| ۱۰۴۵۰۳ | 2000 GW38   | ۵ آوریل ۲۰۰۰  |
| ۱۰۴۵۰۴ | 2000 GA39   | ۵ آوریل ۲۰۰۰  |
| ۱۰۴۵۰۵ | 2000 GR39   | ۵ آوریل ۲۰۰۰  |
| ۱۰۴۵۰۶ | 2000 GH40   | ۵ آوریل ۲۰۰۰  |
| ۱۰۴۵۰۷ | 2000 GW40   | ۵ آوریل ۲۰۰۰  |
| ۱۰۴۵۰۸ | 2000 GM41   | ۵ آوریل ۲۰۰۰  |
| ۱۰۴۵۰۹ | 2000 GR41   | ۵ آوریل ۲۰۰۰  |
| ۱۰۴۵۱۰ | 2000 GD43   | ۵ آوریل ۲۰۰۰  |
| ۱۰۴۵۱۱ | 2000 GK43   | ۵ آوریل ۲۰۰۰  |
| ۱۰۴۵۱۲ | 2000 GO43   | ۵ آوریل ۲۰۰۰  |
| ۱۰۴۵۱۳ | 2000 GZ43   | ۵ آوریل ۲۰۰۰  |
| ۱۰۴۵۱۴ | 2000 GJ45   | ۵ آوریل ۲۰۰۰  |
| ۱۰۴۵۱۵ | 2000 GT45   | ۵ آوریل ۲۰۰۰  |
| ۱۰۴۵۱۶ | 2000 GF46   | ۵ آوریل ۲۰۰۰  |
| ۱۰۴۵۱۷ | 2000 GG47   | ۵ آوریل ۲۰۰۰  |
| ۱۰۴۵۱۸ | 2000 GO47   | ۵ آوریل ۲۰۰۰  |
| ۱۰۴۵۱۹ | 2000 GS47   | ۵ آوریل ۲۰۰۰  |
| ۱۰۴۵۲۰ | 2000 GW47   | ۵ آوریل ۲۰۰۰  |
| ۱۰۴۵۲۱ | 2000 GP49   | ۵ آوریل ۲۰۰۰  |
| ۱۰۴۵۲۲ | 2000 GQ49   | ۵ آوریل ۲۰۰۰  |
| ۱۰۴۵۲۳ | 2000 GE50   | ۵ آوریل ۲۰۰۰  |
| ۱۰۴۵۲۴ | 2000 GX50   | ۵ آوریل ۲۰۰۰  |
| ۱۰۴۵۲۵ | 2000 GA51   | ۵ آوریل ۲۰۰۰  |
| ۱۰۴۵۲۶ | 2000 GE51   | ۵ آوریل ۲۰۰۰  |
| ۱۰۴۵۲۷ | 2000 GS51   | ۵ آوریل ۲۰۰۰  |
| ۱۰۴۵۲۸ | 2000 GE52   | ۵ آوریل ۲۰۰۰  |
| ۱۰۴۵۲۹ | 2000 GH52   | ۵ آوریل ۲۰۰۰  |
| ۱۰۴۵۳۰ | 2000 GZ52   | ۵ آوریل ۲۰۰۰  |
| ۱۰۴۵۳۱ | 2000 GK53   | ۵ آوریل ۲۰۰۰  |
| ۱۰۴۵۳۲ | 2000 GJ54   | ۵ آوریل ۲۰۰۰  |
| ۱۰۴۵۳۳ | 2000 GK54   | ۵ آوریل ۲۰۰۰  |
| ۱۰۴۵۳۴ | 2000 GN54   | ۵ آوریل ۲۰۰۰  |
| ۱۰۴۵۳۵ | 2000 GY54   | ۵ آوریل ۲۰۰۰  |
| ۱۰۴۵۳۶ | 2000 GT55   | ۵ آوریل ۲۰۰۰  |
| ۱۰۴۵۳۷ | 2000 GY55   | ۵ آوریل ۲۰۰۰  |
| ۱۰۴۵۳۸ | 2000 GJ56   | ۵ آوریل ۲۰۰۰  |
| ۱۰۴۵۳۹ | 2000 GU56   | ۵ آوریل ۲۰۰۰  |
| ۱۰۴۵۴۰ | 2000 GF57   | ۵ آوریل ۲۰۰۰  |
| ۱۰۴۵۴۱ | 2000 GD58   | ۵ آوریل ۲۰۰۰  |
| ۱۰۴۵۴۲ | 2000 GU58   | ۵ آوریل ۲۰۰۰  |
| ۱۰۴۵۴۳ | 2000 GX58   | ۵ آوریل ۲۰۰۰  |
| ۱۰۴۵۴۴ | 2000 GG59   | ۵ آوریل ۲۰۰۰  |
| ۱۰۴۵۴۵ | 2000 GJ59   | ۵ آوریل ۲۰۰۰  |
| ۱۰۴۵۴۶ | 2000 GS60   | ۵ آوریل ۲۰۰۰  |
| ۱۰۴۵۴۷ | 2000 GV61   | ۵ آوریل ۲۰۰۰  |
| ۱۰۴۵۴۸ | 2000 GS62   | ۵ آوریل ۲۰۰۰  |
| ۱۰۴۵۴۹ | 2000 GV62   | ۵ آوریل ۲۰۰۰  |
| ۱۰۴۵۵۰ | 2000 GH63   | ۵ آوریل ۲۰۰۰  |
| ۱۰۴۵۵۱ | 2000 GU63   | ۵ آوریل ۲۰۰۰  |
| ۱۰۴۵۵۲ | 2000 GZ63   | ۵ آوریل ۲۰۰۰  |
| ۱۰۴۵۵۳ | 2000 GC64   | ۵ آوریل ۲۰۰۰  |
| ۱۰۴۵۵۴ | 2000 GM65   | ۵ آوریل ۲۰۰۰  |
| ۱۰۴۵۵۵ | 2000 GP65   | ۵ آوریل ۲۰۰۰  |
| ۱۰۴۵۵۶ | 2000 GR67   | ۵ آوریل ۲۰۰۰  |
| ۱۰۴۵۵۷ | 2000 GH68   | ۵ آوریل ۲۰۰۰  |
| ۱۰۴۵۵۸ | 2000 GQ68   | ۵ آوریل ۲۰۰۰  |
| ۱۰۴۵۵۹ | 2000 GZ70   | ۵ آوریل ۲۰۰۰  |
| ۱۰۴۵۶۰ | 2000 GK71   | ۵ آوریل ۲۰۰۰  |
| ۱۰۴۵۶۱ | 2000 GS71   | ۵ آوریل ۲۰۰۰  |
| ۱۰۴۵۶۲ | 2000 GY71   | ۵ آوریل ۲۰۰۰  |
| ۱۰۴۵۶۳ | 2000 GL72   | ۵ آوریل ۲۰۰۰  |
| ۱۰۴۵۶۴ | 2000 GO72   | ۵ آوریل ۲۰۰۰  |
| ۱۰۴۵۶۵ | 2000 GZ72   | ۵ آوریل ۲۰۰۰  |
| ۱۰۴۵۶۶ | 2000 GX74   | ۵ آوریل ۲۰۰۰  |
| ۱۰۴۵۶۷ | 2000 GC75   | ۵ آوریل ۲۰۰۰  |
| ۱۰۴۵۶۸ | 2000 GF75   | ۵ آوریل ۲۰۰۰  |
| ۱۰۴۵۶۹ | 2000 GP75   | ۵ آوریل ۲۰۰۰  |
| ۱۰۴۵۷۰ | 2000 GN77   | ۵ آوریل ۲۰۰۰  |
| ۱۰۴۵۷۱ | 2000 GF78   | ۵ آوریل ۲۰۰۰  |
| ۱۰۴۵۷۲ | 2000 GG78   | ۵ آوریل ۲۰۰۰  |
| ۱۰۴۵۷۳ | 2000 GK78   | ۵ آوریل ۲۰۰۰  |
| ۱۰۴۵۷۴ | 2000 GQ78   | ۵ آوریل ۲۰۰۰  |
| ۱۰۴۵۷۵ | 2000 GX78   | ۵ آوریل ۲۰۰۰  |
| ۱۰۴۵۷۶ | 2000 GG80   | ۶ آوریل ۲۰۰۰  |
| ۱۰۴۵۷۷ | 2000 GM80   | ۶ آوریل ۲۰۰۰  |
| ۱۰۴۵۷۸ | 2000 GV80   | ۶ آوریل ۲۰۰۰  |
| ۱۰۴۵۷۹ | 2000 GW80   | ۶ آوریل ۲۰۰۰  |
| ۱۰۴۵۸۰ | 2000 GG81   | ۶ آوریل ۲۰۰۰  |
| ۱۰۴۵۸۱ | 2000 GA82   | ۷ آوریل ۲۰۰۰  |
| ۱۰۴۵۸۲ | 2000 GX83   | ۳ آوریل ۲۰۰۰  |
| ۱۰۴۵۸۳ | 2000 GF84   | ۳ آوریل ۲۰۰۰  |
| ۱۰۴۵۸۴ | 2000 GK84   | ۳ آوریل ۲۰۰۰  |
| ۱۰۴۵۸۵ | 2000 GW84   | ۳ آوریل ۲۰۰۰  |
| ۱۰۴۵۸۶ | 2000 GP85   | ۳ آوریل ۲۰۰۰  |
| ۱۰۴۵۸۷ | 2000 GX85   | ۴ آوریل ۲۰۰۰  |
| ۱۰۴۵۸۸ | 2000 GG86   | ۴ آوریل ۲۰۰۰  |
| ۱۰۴۵۸۹ | 2000 GT86   | ۴ آوریل ۲۰۰۰  |
| ۱۰۴۵۹۰ | 2000 GC87   | ۴ آوریل ۲۰۰۰  |
| ۱۰۴۵۹۱ | 2000 GJ87   | ۴ آوریل ۲۰۰۰  |
| ۱۰۴۵۹۲ | 2000 GJ89   | ۴ آوریل ۲۰۰۰  |
| ۱۰۴۵۹۳ | 2000 GK89   | ۴ آوریل ۲۰۰۰  |
| ۱۰۴۵۹۴ | 2000 GA90   | ۴ آوریل ۲۰۰۰  |
| ۱۰۴۵۹۵ | 2000 GF91   | ۴ آوریل ۲۰۰۰  |
| ۱۰۴۵۹۶ | 2000 GL91   | ۴ آوریل ۲۰۰۰  |
| ۱۰۴۵۹۷ | 2000 GJ92   | ۵ آوریل ۲۰۰۰  |
| ۱۰۴۵۹۸ | 2000 GW92   | ۵ آوریل ۲۰۰۰  |
| ۱۰۴۵۹۹ | 2000 GA94   | ۵ آوریل ۲۰۰۰  |
| ۱۰۴۶۰۰ | 2000 GP94   | ۵ آوریل ۲۰۰۰  |
| ۱۰۴۶۰۱ | 2000 GG97   | ۷ آوریل ۲۰۰۰  |
| ۱۰۴۶۰۲ | 2000 GP97   | ۷ آوریل ۲۰۰۰  |
| ۱۰۴۶۰۳ | 2000 GQ97   | ۷ آوریل ۲۰۰۰  |
| ۱۰۴۶۰۴ | 2000 GU97   | ۷ آوریل ۲۰۰۰  |
| ۱۰۴۶۰۵ | 2000 GQ99   | ۷ آوریل ۲۰۰۰  |
| ۱۰۴۶۰۶ | 2000 GS99   | ۷ آوریل ۲۰۰۰  |
| ۱۰۴۶۰۷ | 2000 GF100  | ۷ آوریل ۲۰۰۰  |
| ۱۰۴۶۰۸ | 2000 GG100  | ۷ آوریل ۲۰۰۰  |
| ۱۰۴۶۰۹ | 2000 GT100  | ۷ آوریل ۲۰۰۰  |
| ۱۰۴۶۱۰ | 2000 GG101  | ۷ آوریل ۲۰۰۰  |
| ۱۰۴۶۱۱ | 2000 GZ101  | ۷ آوریل ۲۰۰۰  |
| ۱۰۴۶۱۲ | 2000 GE103  | ۷ آوریل ۲۰۰۰  |
| ۱۰۴۶۱۳ | 2000 GO103  | ۷ آوریل ۲۰۰۰  |
| ۱۰۴۶۱۴ | 2000 GD104  | ۷ آوریل ۲۰۰۰  |
| ۱۰۴۶۱۵ | 2000 GH105  | ۷ آوریل ۲۰۰۰  |
| ۱۰۴۶۱۶ | 2000 GF108  | ۷ آوریل ۲۰۰۰  |
| ۱۰۴۶۱۷ | 2000 GX109  | ۲ آوریل ۲۰۰۰  |
| ۱۰۴۶۱۸ | 2000 GZ109  | ۲ آوریل ۲۰۰۰  |
| ۱۰۴۶۱۹ | 2000 GJ110  | ۲ آوریل ۲۰۰۰  |
| ۱۰۴۶۲۰ | 2000 GR110  | ۲ آوریل ۲۰۰۰  |
| ۱۰۴۶۲۱ | 2000 GX110  | ۲ آوریل ۲۰۰۰  |
| ۱۰۴۶۲۲ | 2000 GA111  | ۲ آوریل ۲۰۰۰  |
| ۱۰۴۶۲۳ | 2000 GN111  | ۳ آوریل ۲۰۰۰  |
| ۱۰۴۶۲۴ | 2000 GD112  | ۳ آوریل ۲۰۰۰  |
| ۱۰۴۶۲۵ | 2000 GE112  | ۳ آوریل ۲۰۰۰  |
| ۱۰۴۶۲۶ | 2000 GT112  | ۵ آوریل ۲۰۰۰  |
| ۱۰۴۶۲۷ | 2000 GY112  | ۵ آوریل ۲۰۰۰  |
| ۱۰۴۶۲۸ | 2000 GH113  | ۶ آوریل ۲۰۰۰  |
| ۱۰۴۶۲۹ | 2000 GV113  | ۷ آوریل ۲۰۰۰  |
| ۱۰۴۶۳۰ | 2000 GF114  | ۷ آوریل ۲۰۰۰  |
| ۱۰۴۶۳۱ | 2000 GQ114  | ۷ آوریل ۲۰۰۰  |
| ۱۰۴۶۳۲ | 2000 GC115  | ۸ آوریل ۲۰۰۰  |
| ۱۰۴۶۳۳ | 2000 GV115  | ۸ آوریل ۲۰۰۰  |
| ۱۰۴۶۳۴ | 2000 GU116  | ۲ آوریل ۲۰۰۰  |
| ۱۰۴۶۳۵ | 2000 GD117  | ۲ آوریل ۲۰۰۰  |
| ۱۰۴۶۳۶ | 2000 GK117  | ۲ آوریل ۲۰۰۰  |
| ۱۰۴۶۳۷ | 2000 GU117  | ۲ آوریل ۲۰۰۰  |
| ۱۰۴۶۳۸ | 2000 GW117  | ۲ آوریل ۲۰۰۰  |
| ۱۰۴۶۳۹ | 2000 GY118  | ۳ آوریل ۲۰۰۰  |
| ۱۰۴۶۴۰ | 2000 GB119  | ۳ آوریل ۲۰۰۰  |
| ۱۰۴۶۴۱ | 2000 GD120  | ۵ آوریل ۲۰۰۰  |
| ۱۰۴۶۴۲ | 2000 GO122  | ۶ آوریل ۲۰۰۰  |
| ۱۰۴۶۴۳ | 2000 GY122  | ۴ آوریل ۲۰۰۰  |
| ۱۰۴۶۴۴ | 2000 GG123  | ۱۱ آوریل ۲۰۰۰ |
| ۱۰۴۶۴۵ | 2000 GT125  | ۷ آوریل ۲۰۰۰  |
| ۱۰۴۶۴۶ | 2000 GY125  | ۷ آوریل ۲۰۰۰  |
| ۱۰۴۶۴۷ | 2000 GK126  | ۷ آوریل ۲۰۰۰  |
| ۱۰۴۶۴۸ | 2000 GQ129  | ۵ آوریل ۲۰۰۰  |
| ۱۰۴۶۴۹ | 2000 GG132  | ۱۰ آوریل ۲۰۰۰ |
| ۱۰۴۶۵۰ | 2000 GY132  | ۹ آوریل ۲۰۰۰  |
| ۱۰۴۶۵۱ | 2000 GF133  | ۱۲ آوریل ۲۰۰۰ |
| ۱۰۴۶۵۲ | 2000 GY133  | ۷ آوریل ۲۰۰۰  |
| ۱۰۴۶۵۳ | 2000 GB134  | ۷ آوریل ۲۰۰۰  |
| ۱۰۴۶۵۴ | 2000 GS134  | ۸ آوریل ۲۰۰۰  |
| ۱۰۴۶۵۵ | 2000 GD135  | ۸ آوریل ۲۰۰۰  |
| ۱۰۴۶۵۶ | 2000 GH135  | ۸ آوریل ۲۰۰۰  |
| ۱۰۴۶۵۷ | 2000 GJ135  | ۸ آوریل ۲۰۰۰  |
| ۱۰۴۶۵۸ | 2000 GQ136  | ۱۲ آوریل ۲۰۰۰ |
| ۱۰۴۶۵۹ | 2000 GJ137  | ۱۲ آوریل ۲۰۰۰ |
| ۱۰۴۶۶۰ | 2000 GR138  | ۴ آوریل ۲۰۰۰  |
| ۱۰۴۶۶۱ | 2000 GA139  | ۴ آوریل ۲۰۰۰  |
| ۱۰۴۶۶۲ | 2000 GB139  | ۴ آوریل ۲۰۰۰  |
| ۱۰۴۶۶۳ | 2000 GW139  | ۴ آوریل ۲۰۰۰  |
| ۱۰۴۶۶۴ | 2000 GZ139  | ۴ آوریل ۲۰۰۰  |
| ۱۰۴۶۶۵ | 2000 GQ140  | ۴ آوریل ۲۰۰۰  |
| ۱۰۴۶۶۶ | 2000 GF141  | ۶ آوریل ۲۰۰۰  |
| ۱۰۴۶۶۷ | 2000 GX141  | ۷ آوریل ۲۰۰۰  |
| ۱۰۴۶۶۸ | 2000 GB142  | ۷ آوریل ۲۰۰۰  |
| ۱۰۴۶۶۹ | 2000 GV142  | ۷ آوریل ۲۰۰۰  |
| ۱۰۴۶۷۰ | 2000 GW143  | ۷ آوریل ۲۰۰۰  |
| ۱۰۴۶۷۱ | 2000 GW144  | ۷ آوریل ۲۰۰۰  |
| ۱۰۴۶۷۲ | 2000 GC146  | ۱۲ آوریل ۲۰۰۰ |
| ۱۰۴۶۷۳ | 2000 GO146  | ۸ آوریل ۲۰۰۰  |
| ۱۰۴۶۷۴ | 2000 GK148  | ۵ آوریل ۲۰۰۰  |
| ۱۰۴۶۷۵ | 2000 GB149  | ۵ آوریل ۲۰۰۰  |
| ۱۰۴۶۷۶ | 2000 GL149  | ۵ آوریل ۲۰۰۰  |
| ۱۰۴۶۷۷ | 2000 GW150  | ۵ آوریل ۲۰۰۰  |
| ۱۰۴۶۷۸ | 2000 GB152  | ۶ آوریل ۲۰۰۰  |
| ۱۰۴۶۷۹ | 2000 GY152  | ۶ آوریل ۲۰۰۰  |
| ۱۰۴۶۸۰ | 2000 GK153  | ۶ آوریل ۲۰۰۰  |
| ۱۰۴۶۸۱ | 2000 GM153  | ۶ آوریل ۲۰۰۰  |
| ۱۰۴۶۸۲ | 2000 GB154  | ۶ آوریل ۲۰۰۰  |
| ۱۰۴۶۸۳ | 2000 GF154  | ۶ آوریل ۲۰۰۰  |
| ۱۰۴۶۸۴ | 2000 GG154  | ۶ آوریل ۲۰۰۰  |
| ۱۰۴۶۸۵ | 2000 GK154  | ۶ آوریل ۲۰۰۰  |
| ۱۰۴۶۸۶ | 2000 GQ154  | ۶ آوریل ۲۰۰۰  |
| ۱۰۴۶۸۷ | 2000 GK155  | ۶ آوریل ۲۰۰۰  |
| ۱۰۴۶۸۸ | 2000 GN155  | ۶ آوریل ۲۰۰۰  |
| ۱۰۴۶۸۹ | 2000 GO155  | ۶ آوریل ۲۰۰۰  |
| ۱۰۴۶۹۰ | 2000 GX156  | ۶ آوریل ۲۰۰۰  |
| ۱۰۴۶۹۱ | 2000 GV158  | ۷ آوریل ۲۰۰۰  |
| ۱۰۴۶۹۲ | 2000 GX158  | ۷ آوریل ۲۰۰۰  |
| ۱۰۴۶۹۳ | 2000 GB160  | ۷ آوریل ۲۰۰۰  |
| ۱۰۴۶۹۴ | 2000 GL160  | ۷ آوریل ۲۰۰۰  |
| ۱۰۴۶۹۵ | 2000 GU161  | ۷ آوریل ۲۰۰۰  |
| ۱۰۴۶۹۶ | 2000 GV161  | ۷ آوریل ۲۰۰۰  |
| ۱۰۴۶۹۷ | 2000 GW162  | ۸ آوریل ۲۰۰۰  |
| ۱۰۴۶۹۸ | 2000 GJ163  | ۱۰ آوریل ۲۰۰۰ |
| ۱۰۴۶۹۹ | 2000 GC164  | ۱۲ آوریل ۲۰۰۰ |
| ۱۰۴۷۰۰ | 2000 GK164  | ۵ آوریل ۲۰۰۰  |
| ۱۰۴۷۰۱ | 2000 GV164  | ۵ آوریل ۲۰۰۰  |
| ۱۰۴۷۰۲ | 2000 GZ164  | ۵ آوریل ۲۰۰۰  |
| ۱۰۴۷۰۳ | 2000 GK166  | ۵ آوریل ۲۰۰۰  |
| ۱۰۴۷۰۴ | 2000 GM167  | ۴ آوریل ۲۰۰۰  |
| ۱۰۴۷۰۵ | 2000 GS167  | ۴ آوریل ۲۰۰۰  |
| ۱۰۴۷۰۶ | 2000 GZ167  | ۴ آوریل ۲۰۰۰  |
| ۱۰۴۷۰۷ | 2000 GA168  | ۴ آوریل ۲۰۰۰  |
| ۱۰۴۷۰۸ | 2000 GK168  | ۴ آوریل ۲۰۰۰  |
| ۱۰۴۷۰۹ | 2000 GO168  | ۴ آوریل ۲۰۰۰  |
| ۱۰۴۷۱۰ | 2000 GR168  | ۴ آوریل ۲۰۰۰  |
| ۱۰۴۷۱۱ | 2000 GU168  | ۴ آوریل ۲۰۰۰  |
| ۱۰۴۷۱۲ | 2000 GK171  | ۵ آوریل ۲۰۰۰  |
| ۱۰۴۷۱۳ | 2000 GO171  | ۵ آوریل ۲۰۰۰  |
| ۱۰۴۷۱۴ | 2000 GT171  | ۲ آوریل ۲۰۰۰  |
| ۱۰۴۷۱۵ | 2000 GZ171  | ۳ آوریل ۲۰۰۰  |
| ۱۰۴۷۱۶ | 2000 GM172  | ۲ آوریل ۲۰۰۰  |
| ۱۰۴۷۱۷ | 2000 GH173  | ۵ آوریل ۲۰۰۰  |
| ۱۰۴۷۱۸ | 2000 GQ174  | ۲ آوریل ۲۰۰۰  |
| ۱۰۴۷۱۹ | 2000 GY174  | ۳ آوریل ۲۰۰۰  |
| ۱۰۴۷۲۰ | 2000 GA175  | ۳ آوریل ۲۰۰۰  |
| ۱۰۴۷۲۱ | 2000 GQ175  | ۲ آوریل ۲۰۰۰  |
| ۱۰۴۷۲۲ | 2000 GU175  | ۲ آوریل ۲۰۰۰  |
| ۱۰۴۷۲۳ | 2000 GY175  | ۲ آوریل ۲۰۰۰  |
| ۱۰۴۷۲۴ | 2000 GK176  | ۲ آوریل ۲۰۰۰  |
| ۱۰۴۷۲۵ | 2000 GX176  | ۳ آوریل ۲۰۰۰  |
| ۱۰۴۷۲۶ | 2000 GX178  | ۴ آوریل ۲۰۰۰  |
| ۱۰۴۷۲۷ | 2000 GY178  | ۴ آوریل ۲۰۰۰  |
| ۱۰۴۷۲۸ | 2000 GP179  | ۵ آوریل ۲۰۰۰  |
| ۱۰۴۷۲۹ | 2000 GT181  | ۵ آوریل ۲۰۰۰  |
| ۱۰۴۷۲۹ | 2000 HQ     | ۲۴ آوریل ۲۰۰۰ |
| ۱۰۴۷۳۱ | 2000 HB2    | ۲۵ آوریل ۲۰۰۰ |
| ۱۰۴۷۳۲ | 2000 HH2    | ۲۵ آوریل ۲۰۰۰ |
| ۱۰۴۷۳۳ | 2000 HT2    | ۲۵ آوریل ۲۰۰۰ |
| ۱۰۴۷۳۴ | 2000 HU2    | ۲۵ آوریل ۲۰۰۰ |
| ۱۰۴۷۳۵ | 2000 HZ2    | ۲۵ آوریل ۲۰۰۰ |
| ۱۰۴۷۳۶ | 2000 HJ4    | ۲۷ آوریل ۲۰۰۰ |
| ۱۰۴۷۳۷ | 2000 HG5    | ۲۸ آوریل ۲۰۰۰ |
| ۱۰۴۷۳۸ | 2000 HX7    | ۲۷ آوریل ۲۰۰۰ |
| ۱۰۴۷۳۹ | 2000 HU8    | ۲۷ آوریل ۲۰۰۰ |
| ۱۰۴۷۴۰ | 2000 HY8    | ۲۷ آوریل ۲۰۰۰ |
| ۱۰۴۷۴۱ | 2000 HC9    | ۲۷ آوریل ۲۰۰۰ |
| ۱۰۴۷۴۲ | 2000 HY9    | ۲۷ آوریل ۲۰۰۰ |
| ۱۰۴۷۴۳ | 2000 HW10   | ۲۷ آوریل ۲۰۰۰ |
| ۱۰۴۷۴۴ | 2000 HX10   | ۲۷ آوریل ۲۰۰۰ |
| ۱۰۴۷۴۵ | 2000 HN11   | ۲۸ آوریل ۲۰۰۰ |
| ۱۰۴۷۴۶ | 2000 HZ11   | ۲۸ آوریل ۲۰۰۰ |
| ۱۰۴۷۴۷ | 2000 HE12   | ۲۸ آوریل ۲۰۰۰ |
| ۱۰۴۷۴۸ | 2000 HO12   | ۲۸ آوریل ۲۰۰۰ |
| ۱۰۴۷۴۹ | 2000 HR12   | ۲۸ آوریل ۲۰۰۰ |
| ۱۰۴۷۵۰ | 2000 HW12   | ۲۸ آوریل ۲۰۰۰ |
| ۱۰۴۷۵۱ | 2000 HM13   | ۲۸ آوریل ۲۰۰۰ |
| ۱۰۴۷۵۲ | 2000 HP13   | ۲۸ آوریل ۲۰۰۰ |
| ۱۰۴۷۵۳ | 2000 HZ14   | ۲۷ آوریل ۲۰۰۰ |
| ۱۰۴۷۵۴ | 2000 HC15   | ۲۷ آوریل ۲۰۰۰ |
| ۱۰۴۷۵۵ | 2000 HF15   | ۲۷ آوریل ۲۰۰۰ |
| ۱۰۴۷۵۶ | 2000 HW15   | ۲۹ آوریل ۲۰۰۰ |
| ۱۰۴۷۵۷ | 2000 HF16   | ۲۹ آوریل ۲۰۰۰ |
| ۱۰۴۷۵۸ | 2000 HR18   | ۲۵ آوریل ۲۰۰۰ |
| ۱۰۴۷۵۹ | 2000 HY18   | ۲۵ آوریل ۲۰۰۰ |
| ۱۰۴۷۶۰ | 2000 HD19   | ۲۵ آوریل ۲۰۰۰ |
| ۱۰۴۷۶۱ | 2000 HF22   | ۲۹ آوریل ۲۰۰۰ |
| ۱۰۴۷۶۲ | 2000 HO22   | ۲۹ آوریل ۲۰۰۰ |
| ۱۰۴۷۶۳ | 2000 HT22   | ۲۹ آوریل ۲۰۰۰ |
| ۱۰۴۷۶۴ | 2000 HG23   | ۳۰ آوریل ۲۰۰۰ |
| ۱۰۴۷۶۵ | 2000 HN23   | ۳۰ آوریل ۲۰۰۰ |
| ۱۰۴۷۶۶ | 2000 HG24   | ۲۹ آوریل ۲۰۰۰ |
| ۱۰۴۷۶۷ | 2000 HP25   | ۲۴ آوریل ۲۰۰۰ |
| ۱۰۴۷۶۸ | 2000 HG26   | ۲۴ آوریل ۲۰۰۰ |
| ۱۰۴۷۶۹ | 2000 HV26   | ۲۴ آوریل ۲۰۰۰ |
| ۱۰۴۷۷۰ | 2000 HC28   | ۲۸ آوریل ۲۰۰۰ |
| ۱۰۴۷۷۱ | 2000 HH28   | ۲۹ آوریل ۲۰۰۰ |
| ۱۰۴۷۷۲ | 2000 HV28   | ۲۹ آوریل ۲۰۰۰ |
| ۱۰۴۷۷۳ | 2000 HE29   | ۲۷ آوریل ۲۰۰۰ |
| ۱۰۴۷۷۴ | 2000 HP29   | ۲۸ آوریل ۲۰۰۰ |
| ۱۰۴۷۷۵ | 2000 HQ29   | ۲۸ آوریل ۲۰۰۰ |
| ۱۰۴۷۷۶ | 2000 HW29   | ۲۸ آوریل ۲۰۰۰ |
| ۱۰۴۷۷۷ | 2000 HP30   | ۲۸ آوریل ۲۰۰۰ |
| ۱۰۴۷۷۸ | 2000 HX30   | ۲۸ آوریل ۲۰۰۰ |
| ۱۰۴۷۷۹ | 2000 HR31   | ۲۹ آوریل ۲۰۰۰ |
| ۱۰۴۷۸۰ | 2000 HX31   | ۲۹ آوریل ۲۰۰۰ |
| ۱۰۴۷۸۱ | 2000 HA32   | ۲۹ آوریل ۲۰۰۰ |
| ۱۰۴۷۸۲ | 2000 HJ32   | ۲۹ آوریل ۲۰۰۰ |
| ۱۰۴۷۸۳ | 2000 HT32   | ۲۹ آوریل ۲۰۰۰ |
| ۱۰۴۷۸۴ | 2000 HX32   | ۲۹ آوریل ۲۰۰۰ |
| ۱۰۴۷۸۵ | 2000 HL33   | ۲۹ آوریل ۲۰۰۰ |
| ۱۰۴۷۸۶ | 2000 HH35   | ۲۷ آوریل ۲۰۰۰ |
| ۱۰۴۷۸۷ | 2000 HZ35   | ۲۸ آوریل ۲۰۰۰ |
| ۱۰۴۷۸۸ | 2000 HD36   | ۲۸ آوریل ۲۰۰۰ |
| ۱۰۴۷۸۹ | 2000 HL36   | ۲۸ آوریل ۲۰۰۰ |
| ۱۰۴۷۹۰ | 2000 HP36   | ۲۸ آوریل ۲۰۰۰ |
| ۱۰۴۷۹۱ | 2000 HG37   | ۲۸ آوریل ۲۰۰۰ |
| ۱۰۴۷۹۲ | 2000 HJ37   | ۲۸ آوریل ۲۰۰۰ |
| ۱۰۴۷۹۳ | 2000 HB38   | ۲۸ آوریل ۲۰۰۰ |
| ۱۰۴۷۹۴ | 2000 HP38   | ۲۸ آوریل ۲۰۰۰ |
| ۱۰۴۷۹۵ | 2000 HS39   | ۲۹ آوریل ۲۰۰۰ |
| ۱۰۴۷۹۶ | 2000 HS40   | ۲۸ آوریل ۲۰۰۰ |
| ۱۰۴۷۹۷ | 2000 HG41   | ۲۸ آوریل ۲۰۰۰ |
| ۱۰۴۷۹۸ | 2000 HH41   | ۲۸ آوریل ۲۰۰۰ |
| ۱۰۴۷۹۹ | 2000 HH42   | ۲۸ آوریل ۲۰۰۰ |
| ۱۰۴۸۰۰ | 2000 HK42   | ۲۹ آوریل ۲۰۰۰ |
| ۱۰۴۸۰۱ | 2000 HL42   | ۲۹ آوریل ۲۰۰۰ |
| ۱۰۴۸۰۲ | 2000 HZ42   | ۲۹ آوریل ۲۰۰۰ |
| ۱۰۴۸۰۳ | 2000 HJ43   | ۲۹ آوریل ۲۰۰۰ |
| ۱۰۴۸۰۴ | 2000 HN43   | ۲۹ آوریل ۲۰۰۰ |
| ۱۰۴۸۰۵ | 2000 HS43   | ۲۹ آوریل ۲۰۰۰ |
| ۱۰۴۸۰۶ | 2000 HU44   | ۲۶ آوریل ۲۰۰۰ |
| ۱۰۴۸۰۷ | 2000 HS45   | ۲۶ آوریل ۲۰۰۰ |
| ۱۰۴۸۰۸ | 2000 HG47   | ۲۹ آوریل ۲۰۰۰ |
| ۱۰۴۸۰۹ | 2000 HL47   | ۲۹ آوریل ۲۰۰۰ |
| ۱۰۴۸۱۰ | 2000 HQ47   | ۲۹ آوریل ۲۰۰۰ |
| ۱۰۴۸۱۱ | 2000 HP48   | ۲۹ آوریل ۲۰۰۰ |
| ۱۰۴۸۱۲ | 2000 HV48   | ۲۹ آوریل ۲۰۰۰ |
| ۱۰۴۸۱۳ | 2000 HO49   | ۲۹ آوریل ۲۰۰۰ |
| ۱۰۴۸۱۴ | 2000 HH50   | ۲۹ آوریل ۲۰۰۰ |
| ۱۰۴۸۱۵ | 2000 HK50   | ۲۹ آوریل ۲۰۰۰ |
| ۱۰۴۸۱۶ | 2000 HC51   | ۲۹ آوریل ۲۰۰۰ |
| ۱۰۴۸۱۷ | 2000 HW51   | ۲۹ آوریل ۲۰۰۰ |
| ۱۰۴۸۱۸ | 2000 HE52   | ۲۹ آوریل ۲۰۰۰ |
| ۱۰۴۸۱۹ | 2000 HK54   | ۲۹ آوریل ۲۰۰۰ |
| ۱۰۴۸۲۰ | 2000 HQ55   | ۲۴ آوریل ۲۰۰۰ |
| ۱۰۴۸۲۱ | 2000 HR55   | ۲۴ آوریل ۲۰۰۰ |
| ۱۰۴۸۲۲ | 2000 HS55   | ۲۴ آوریل ۲۰۰۰ |
| ۱۰۴۸۲۳ | 2000 HK56   | ۲۴ آوریل ۲۰۰۰ |
| ۱۰۴۸۲۴ | 2000 HP56   | ۲۴ آوریل ۲۰۰۰ |
| ۱۰۴۸۲۵ | 2000 HJ58   | ۲۴ آوریل ۲۰۰۰ |
| ۱۰۴۸۲۶ | 2000 HM58   | ۲۵ آوریل ۲۰۰۰ |
| ۱۰۴۸۲۷ | 2000 HP59   | ۲۵ آوریل ۲۰۰۰ |
| ۱۰۴۸۲۸ | 2000 HC60   | ۲۵ آوریل ۲۰۰۰ |
| ۱۰۴۸۲۹ | 2000 HX62   | ۲۶ آوریل ۲۰۰۰ |
| ۱۰۴۸۳۰ | 2000 HD63   | ۲۶ آوریل ۲۰۰۰ |
| ۱۰۴۸۳۱ | 2000 HQ63   | ۲۶ آوریل ۲۰۰۰ |
| ۱۰۴۸۳۲ | 2000 HN64   | ۲۶ آوریل ۲۰۰۰ |
| ۱۰۴۸۳۳ | 2000 HH65   | ۲۶ آوریل ۲۰۰۰ |
| ۱۰۴۸۳۴ | 2000 HO67   | ۲۷ آوریل ۲۰۰۰ |
| ۱۰۴۸۳۵ | 2000 HQ68   | ۲۸ آوریل ۲۰۰۰ |
| ۱۰۴۸۳۶ | 2000 HH70   | ۲۶ آوریل ۲۰۰۰ |
| ۱۰۴۸۳۷ | 2000 HT70   | ۲۶ آوریل ۲۰۰۰ |
| ۱۰۴۸۳۸ | 2000 HY70   | ۲۶ آوریل ۲۰۰۰ |
| ۱۰۴۸۳۹ | 2000 HA71   | ۳۰ آوریل ۲۰۰۰ |
| ۱۰۴۸۴۰ | 2000 HF71   | ۲۴ آوریل ۲۰۰۰ |
| ۱۰۴۸۴۱ | 2000 HK71   | ۲۴ آوریل ۲۰۰۰ |
| ۱۰۴۸۴۲ | 2000 HW71   | ۲۵ آوریل ۲۰۰۰ |
| ۱۰۴۸۴۳ | 2000 HZ71   | ۲۵ آوریل ۲۰۰۰ |
| ۱۰۴۸۴۴ | 2000 HE72   | ۲۵ آوریل ۲۰۰۰ |
| ۱۰۴۸۴۵ | 2000 HZ72   | ۲۷ آوریل ۲۰۰۰ |
| ۱۰۴۸۴۶ | 2000 HH73   | ۲۷ آوریل ۲۰۰۰ |
| ۱۰۴۸۴۷ | 2000 HV73   | ۲۷ آوریل ۲۰۰۰ |
| ۱۰۴۸۴۸ | 2000 HL74   | ۳۰ آوریل ۲۰۰۰ |
| ۱۰۴۸۴۹ | 2000 HP74   | ۲۷ آوریل ۲۰۰۰ |
| ۱۰۴۸۵۰ | 2000 HS74   | ۲۷ آوریل ۲۰۰۰ |
| ۱۰۴۸۵۱ | 2000 HH75   | ۲۷ آوریل ۲۰۰۰ |
| ۱۰۴۸۵۲ | 2000 HJ75   | ۲۷ آوریل ۲۰۰۰ |
| ۱۰۴۸۵۳ | 2000 HN75   | ۲۷ آوریل ۲۰۰۰ |
| ۱۰۴۸۵۴ | 2000 HR75   | ۲۷ آوریل ۲۰۰۰ |
| ۱۰۴۸۵۵ | 2000 HK76   | ۲۷ آوریل ۲۰۰۰ |
| ۱۰۴۸۵۶ | 2000 HJ77   | ۲۸ آوریل ۲۰۰۰ |
| ۱۰۴۸۵۷ | 2000 HT77   | ۲۸ آوریل ۲۰۰۰ |
| ۱۰۴۸۵۸ | 2000 HA78   | ۲۸ آوریل ۲۰۰۰ |
| ۱۰۴۸۵۹ | 2000 HU78   | ۲۸ آوریل ۲۰۰۰ |
| ۱۰۴۸۶۰ | 2000 HV78   | ۲۸ آوریل ۲۰۰۰ |
| ۱۰۴۸۶۱ | 2000 HT79   | ۲۸ آوریل ۲۰۰۰ |
| ۱۰۴۸۶۲ | 2000 HV79   | ۲۸ آوریل ۲۰۰۰ |
| ۱۰۴۸۶۳ | 2000 HA82   | ۲۹ آوریل ۲۰۰۰ |
| ۱۰۴۸۶۴ | 2000 HF82   | ۲۹ آوریل ۲۰۰۰ |
| ۱۰۴۸۶۵ | 2000 HG86   | ۳۰ آوریل ۲۰۰۰ |
| ۱۰۴۸۶۶ | 2000 HM86   | ۳۰ آوریل ۲۰۰۰ |
| ۱۰۴۸۶۷ | 2000 HY86   | ۳۰ آوریل ۲۰۰۰ |
| ۱۰۴۸۶۸ | 2000 HP87   | ۲۷ آوریل ۲۰۰۰ |
| ۱۰۴۸۶۹ | 2000 HQ89   | ۲۹ آوریل ۲۰۰۰ |
| ۱۰۴۸۷۰ | 2000 HV93   | ۲۹ آوریل ۲۰۰۰ |
| ۱۰۴۸۷۱ | 2000 HZ96   | ۲۷ آوریل ۲۰۰۰ |
| ۱۰۴۸۷۲ | 2000 HF97   | ۲۷ آوریل ۲۰۰۰ |
| ۱۰۴۸۷۳ | 2000 HG97   | ۲۷ آوریل ۲۰۰۰ |
| ۱۰۴۸۷۴ | 2000 HH97   | ۲۷ آوریل ۲۰۰۰ |
| ۱۰۴۸۷۵ | 2000 HZ97   | ۲۶ آوریل ۲۰۰۰ |
| ۱۰۴۸۷۶ | 2000 HH98   | ۲۷ آوریل ۲۰۰۰ |
| ۱۰۴۸۷۷ | 2000 HW99   | ۲۷ آوریل ۲۰۰۰ |
| ۱۰۴۸۷۸ | 2000 HL100  | ۲۴ آوریل ۲۰۰۰ |
| ۱۰۴۸۷۹ | 2000 HS100  | ۲۵ آوریل ۲۰۰۰ |
| ۱۰۴۸۸۰ | 2000 HK102  | ۲۶ آوریل ۲۰۰۰ |
| ۱۰۴۸۸۱ | 2000 HJ103  | ۲۷ آوریل ۲۰۰۰ |
| ۱۰۴۸۸۲ | 2000 HK103  | ۲۷ آوریل ۲۰۰۰ |
| ۱۰۴۸۸۳ | 2000 HT103  | ۲۷ آوریل ۲۰۰۰ |
| ۱۰۴۸۸۴ | 2000 HU103  | ۲۷ آوریل ۲۰۰۰ |
| ۱۰۴۸۸۵ | 2000 HW103  | ۲۷ آوریل ۲۰۰۰ |
| ۱۰۴۸۸۵ | 2000 JS     | ۱ مه ۲۰۰۰     |
| ۱۰۴۸۸۷ | 2000 JH1    | ۲ مه ۲۰۰۰     |
| ۱۰۴۸۸۸ | 2000 JL1    | ۱ مه ۲۰۰۰     |
| ۱۰۴۸۸۹ | 2000 JQ1    | ۱ مه ۲۰۰۰     |
| ۱۰۴۸۹۰ | 2000 JT1    | ۱ مه ۲۰۰۰     |
| ۱۰۴۸۹۱ | 2000 JA2    | ۲ مه ۲۰۰۰     |
| ۱۰۴۸۹۲ | 2000 JB2    | ۲ مه ۲۰۰۰     |
| ۱۰۴۸۹۳ | 2000 JO2    | ۳ مه ۲۰۰۰     |
| ۱۰۴۸۹۴ | 2000 JL3    | ۳ مه ۲۰۰۰     |
| ۱۰۴۸۹۵ | 2000 JU4    | ۲ مه ۲۰۰۰     |
| ۱۰۴۸۹۶ | Schwanden   | ۲ مه ۲۰۰۰     |
| ۱۰۴۸۹۷ | 2000 JP5    | ۵ مه ۲۰۰۰     |
| ۱۰۴۸۹۸ | 2000 JX5    | ۲ مه ۲۰۰۰     |
| ۱۰۴۸۹۹ | 2000 JS6    | ۴ مه ۲۰۰۰     |
| ۱۰۴۹۰۰ | 2000 JL7    | ۱ مه ۲۰۰۰     |
| ۱۰۴۹۰۱ | 2000 JM7    | ۱ مه ۲۰۰۰     |
| ۱۰۴۹۰۲ | 2000 JN8    | ۶ مه ۲۰۰۰     |
| ۱۰۴۹۰۳ | 2000 JJ9    | ۳ مه ۲۰۰۰     |
| ۱۰۴۹۰۴ | 2000 JP9    | ۳ مه ۲۰۰۰     |
| ۱۰۴۹۰۵ | 2000 JW9    | ۴ مه ۲۰۰۰     |
| ۱۰۴۹۰۶ | 2000 JK10   | ۷ مه ۲۰۰۰     |
| ۱۰۴۹۰۷ | 2000 JX10   | ۳ مه ۲۰۰۰     |
| ۱۰۴۹۰۸ | 2000 JZ10   | ۳ مه ۲۰۰۰     |
| ۱۰۴۹۰۹ | 2000 JV12   | ۶ مه ۲۰۰۰     |
| ۱۰۴۹۱۰ | 2000 JL13   | ۹ مه ۲۰۰۰     |
| ۱۰۴۹۱۱ | 2000 JX13   | ۶ مه ۲۰۰۰     |
| ۱۰۴۹۱۲ | 2000 JB15   | ۹ مه ۲۰۰۰     |
| ۱۰۴۹۱۳ | 2000 JK15   | ۹ مه ۲۰۰۰     |
| ۱۰۴۹۱۴ | 2000 JJ16   | ۵ مه ۲۰۰۰     |
| ۱۰۴۹۱۵ | 2000 JR16   | ۶ مه ۲۰۰۰     |
| ۱۰۴۹۱۶ | 2000 JM17   | ۵ مه ۲۰۰۰     |
| ۱۰۴۹۱۷ | 2000 JR17   | ۶ مه ۲۰۰۰     |
| ۱۰۴۹۱۸ | 2000 JX17   | ۶ مه ۲۰۰۰     |
| ۱۰۴۹۱۹ | 2000 JA18   | ۶ مه ۲۰۰۰     |
| ۱۰۴۹۲۰ | 2000 JU18   | ۳ مه ۲۰۰۰     |
| ۱۰۴۹۲۱ | 2000 JW18   | ۳ مه ۲۰۰۰     |
| ۱۰۴۹۲۲ | 2000 JA19   | ۳ مه ۲۰۰۰     |
| ۱۰۴۹۲۳ | 2000 JN20   | ۶ مه ۲۰۰۰     |
| ۱۰۴۹۲۴ | 2000 JL21   | ۶ مه ۲۰۰۰     |
| ۱۰۴۹۲۵ | 2000 JJ22   | ۶ مه ۲۰۰۰     |
| ۱۰۴۹۲۶ | 2000 JS23   | ۷ مه ۲۰۰۰     |
| ۱۰۴۹۲۷ | 2000 JU23   | ۷ مه ۲۰۰۰     |
| ۱۰۴۹۲۸ | 2000 JS25   | ۷ مه ۲۰۰۰     |
| ۱۰۴۹۲۹ | 2000 JX25   | ۷ مه ۲۰۰۰     |
| ۱۰۴۹۳۰ | 2000 JO28   | ۷ مه ۲۰۰۰     |
| ۱۰۴۹۳۱ | 2000 JC29   | ۷ مه ۲۰۰۰     |
| ۱۰۴۹۳۲ | 2000 JH29   | ۷ مه ۲۰۰۰     |
| ۱۰۴۹۳۳ | 2000 JJ29   | ۷ مه ۲۰۰۰     |
| ۱۰۴۹۳۴ | 2000 JN29   | ۷ مه ۲۰۰۰     |
| ۱۰۴۹۳۵ | 2000 JN30   | ۷ مه ۲۰۰۰     |
| ۱۰۴۹۳۶ | 2000 JN31   | ۷ مه ۲۰۰۰     |
| ۱۰۴۹۳۷ | 2000 JY31   | ۷ مه ۲۰۰۰     |
| ۱۰۴۹۳۸ | 2000 JT32   | ۷ مه ۲۰۰۰     |
| ۱۰۴۹۳۹ | 2000 JK33   | ۷ مه ۲۰۰۰     |
| ۱۰۴۹۴۰ | 2000 JC35   | ۷ مه ۲۰۰۰     |
| ۱۰۴۹۴۱ | 2000 JK35   | ۷ مه ۲۰۰۰     |
| ۱۰۴۹۴۲ | 2000 JZ35   | ۷ مه ۲۰۰۰     |
| ۱۰۴۹۴۳ | 2000 JQ40   | ۵ مه ۲۰۰۰     |
| ۱۰۴۹۴۴ | 2000 JN41   | ۷ مه ۲۰۰۰     |
| ۱۰۴۹۴۵ | 2000 JN42   | ۷ مه ۲۰۰۰     |
| ۱۰۴۹۴۶ | 2000 JU42   | ۷ مه ۲۰۰۰     |
| ۱۰۴۹۴۷ | 2000 JB43   | ۷ مه ۲۰۰۰     |
| ۱۰۴۹۴۸ | 2000 JN43   | ۷ مه ۲۰۰۰     |
| ۱۰۴۹۴۹ | 2000 JR44   | ۷ مه ۲۰۰۰     |
| ۱۰۴۹۵۰ | 2000 JX44   | ۷ مه ۲۰۰۰     |
| ۱۰۴۹۵۱ | 2000 JY44   | ۷ مه ۲۰۰۰     |
| ۱۰۴۹۵۲ | 2000 JV45   | ۷ مه ۲۰۰۰     |
| ۱۰۴۹۵۳ | 2000 JX45   | ۷ مه ۲۰۰۰     |
| ۱۰۴۹۵۴ | 2000 JJ47   | ۹ مه ۲۰۰۰     |
| ۱۰۴۹۵۵ | 2000 JH49   | ۹ مه ۲۰۰۰     |
| ۱۰۴۹۵۶ | 2000 JK49   | ۹ مه ۲۰۰۰     |
| ۱۰۴۹۵۷ | 2000 JR49   | ۹ مه ۲۰۰۰     |
| ۱۰۴۹۵۸ | 2000 JS49   | ۹ مه ۲۰۰۰     |
| ۱۰۴۹۵۹ | 2000 JN50   | ۹ مه ۲۰۰۰     |
| ۱۰۴۹۶۰ | 2000 JY51   | ۹ مه ۲۰۰۰     |
| ۱۰۴۹۶۱ | 2000 JX52   | ۹ مه ۲۰۰۰     |
| ۱۰۴۹۶۲ | 2000 JY52   | ۹ مه ۲۰۰۰     |
| ۱۰۴۹۶۳ | 2000 JE54   | ۶ مه ۲۰۰۰     |
| ۱۰۴۹۶۴ | 2000 JP54   | ۶ مه ۲۰۰۰     |
| ۱۰۴۹۶۵ | 2000 JH56   | ۶ مه ۲۰۰۰     |
| ۱۰۴۹۶۶ | 2000 JU57   | ۶ مه ۲۰۰۰     |
| ۱۰۴۹۶۷ | 2000 JW57   | ۶ مه ۲۰۰۰     |
| ۱۰۴۹۶۸ | 2000 JX58   | ۶ مه ۲۰۰۰     |
| ۱۰۴۹۶۹ | 2000 JF59   | ۷ مه ۲۰۰۰     |
| ۱۰۴۹۷۰ | 2000 JQ59   | ۷ مه ۲۰۰۰     |
| ۱۰۴۹۷۱ | 2000 JJ60   | ۷ مه ۲۰۰۰     |
| ۱۰۴۹۷۲ | 2000 JX63   | ۱۰ مه ۲۰۰۰    |
| ۱۰۴۹۷۳ | 2000 JM64   | ۴ مه ۲۰۰۰     |
| ۱۰۴۹۷۴ | 2000 JX64   | ۴ مه ۲۰۰۰     |
| ۱۰۴۹۷۵ | 2000 JB65   | ۵ مه ۲۰۰۰     |
| ۱۰۴۹۷۶ | 2000 JH65   | ۵ مه ۲۰۰۰     |
| ۱۰۴۹۷۷ | 2000 JK65   | ۵ مه ۲۰۰۰     |
| ۱۰۴۹۷۸ | 2000 JZ65   | ۶ مه ۲۰۰۰     |
| ۱۰۴۹۷۹ | 2000 JN69   | ۱ مه ۲۰۰۰     |
| ۱۰۴۹۸۰ | 2000 JP71   | ۱ مه ۲۰۰۰     |
| ۱۰۴۹۸۱ | 2000 JS71   | ۱ مه ۲۰۰۰     |
| ۱۰۴۹۸۲ | 2000 JS73   | ۲ مه ۲۰۰۰     |
| ۱۰۴۹۸۳ | 2000 JY73   | ۲ مه ۲۰۰۰     |
| ۱۰۴۹۸۴ | 2000 JL77   | ۷ مه ۲۰۰۰     |
| ۱۰۴۹۸۵ | 2000 JB79   | ۴ مه ۲۰۰۰     |
| ۱۰۴۹۸۶ | 2000 JQ82   | ۷ مه ۲۰۰۰     |
| ۱۰۴۹۸۷ | 2000 JK83   | ۷ مه ۲۰۰۰     |
| ۱۰۴۹۸۸ | 2000 JB84   | ۵ مه ۲۰۰۰     |
| ۱۰۴۹۸۹ | 2000 JH84   | ۵ مه ۲۰۰۰     |
| ۱۰۴۹۹۰ | 2000 JR84   | ۱۳ مه ۲۰۰۰    |
| ۱۰۴۹۹۱ | 2000 JT84   | ۱۲ مه ۲۰۰۰    |
| ۱۰۴۹۹۲ | 2000 JF85   | ۵ مه ۲۰۰۰     |
| ۱۰۴۹۹۳ | 2000 JQ85   | ۲ مه ۲۰۰۰     |
| ۱۰۴۹۹۴ | 2000 JY85   | ۲ مه ۲۰۰۰     |
| ۱۰۴۹۹۴ | 2000 KJ     | ۲۳ مه ۲۰۰۰    |
| ۱۰۴۹۹۶ | 2000 KH2    | ۲۶ مه ۲۰۰۰    |
| ۱۰۴۹۹۷ | 2000 KS2    | ۲۶ مه ۲۰۰۰    |
| ۱۰۴۹۹۸ | 2000 KT2    | ۲۶ مه ۲۰۰۰    |
| ۱۰۴۹۹۹ | 2000 KW2    | ۲۶ مه ۲۰۰۰    |
| ۱۰۵۰۰۰ | 2000 KZ3    | ۲۷ مه ۲۰۰۰    |